# Anthroposophie
Als Anthroposophie (von altgriechisch ἄνθρωπος ánthrōpos „Mensch“ und σοφία sophίa „Weisheit“) werden eine von Rudolf Steiner (1861–1925) begründete, weltweit vertretene spirituelle und esoterische Weltanschauung sowie der zugehörige Ausbildungs- und Erkenntnisweg bezeichnet. Die Anthroposophie verbindet Elemente des deutschen Idealismus, der Weltanschauung Goethes, der Gnosis, christlicher Mystik, fernöstlicher Lehren sowie der naturwissenschaftlichen Erkenntnisse zu Steiners Zeit miteinander. Eine Hauptquelle der anthroposophischen Lehre bildet die okkulte „Geheimwissenschaft“,
die Rudolf Steiner nach eigenen Aussagen aus Erforschungen einer für ihn bestehenden geistigen Welt, mit Hilfe von „Hellseherorganen“, erlangt habe.
Ein zentraler Aspekt war und ist eine Anwendung des Evolutionsgedankens auf die spirituelle Entwicklung. Dabei verarbeitete Steiner evolutionäre Ansätze sowohl des Darwinisten Ernst Haeckel als auch der modernen Theosophie, wie sie Helena Petrovna Blavatsky vertrat. Die Anthroposophie sucht – im Gegensatz zu Vertretern eines rein säkular naturwissenschaftlich orientierten Fortschrittsgedankens – die Menschheit und ihre Entwicklung spirituell und übersinnlich zu verstehen, setzt sich dabei aber von der Theosophie und ihrer Orientierung an der östlichen Religiosität ab. Die Einbeziehung und Neuinterpretation der Evolution führte ebenso wie bei Haeckel und anderen Zeitgenossen Steiners zu Kontroversen um mögliche sozialdarwinistische und rassistische Aspekte.
Angeregt von Steiners Ideen existiert in vielen Bereichen eine „Anwendungs-Anthroposophie“, zum Beispiel die Anthroposophische Architektur, die Waldorfpädagogik, die biologisch-dynamische Landwirtschaft, die anthroposophische Medizin, anthroposophische Naturkosmetik und Die Christengemeinschaft.

## Begriff und Wirkung

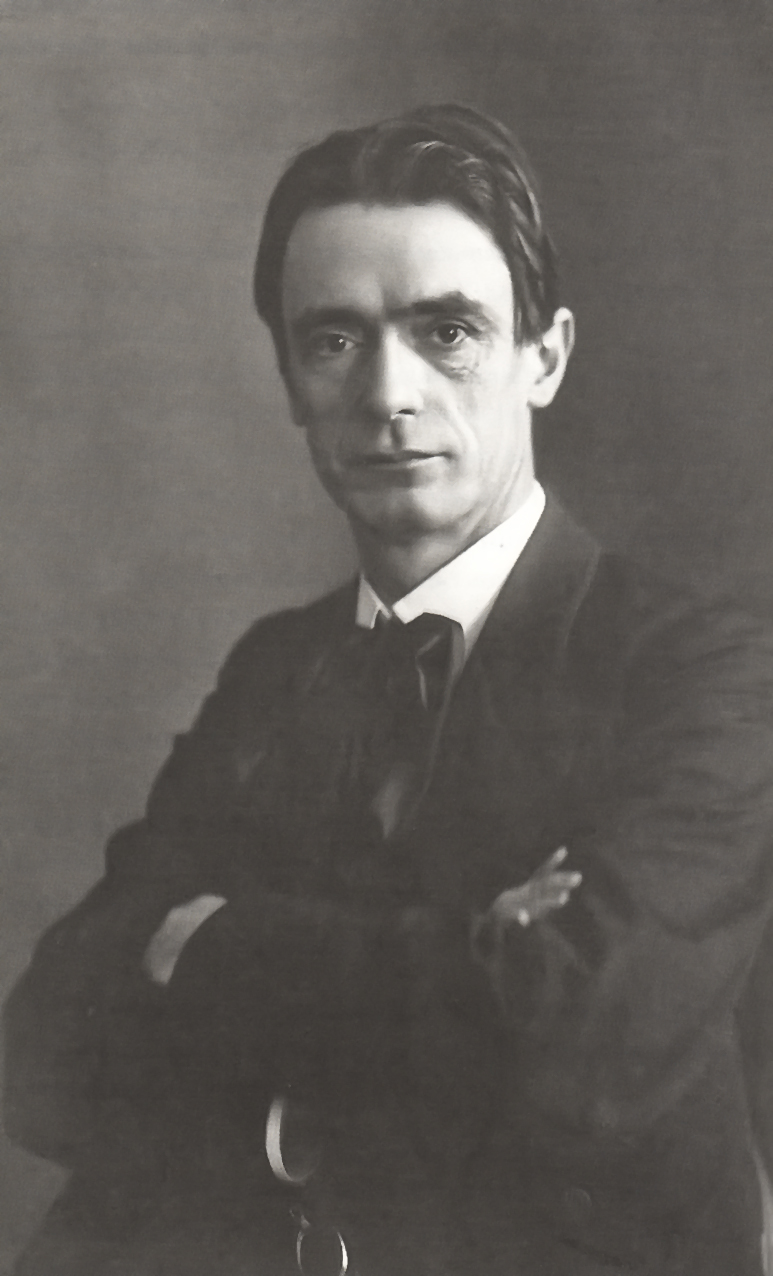
Rudolf Steiner um 1905

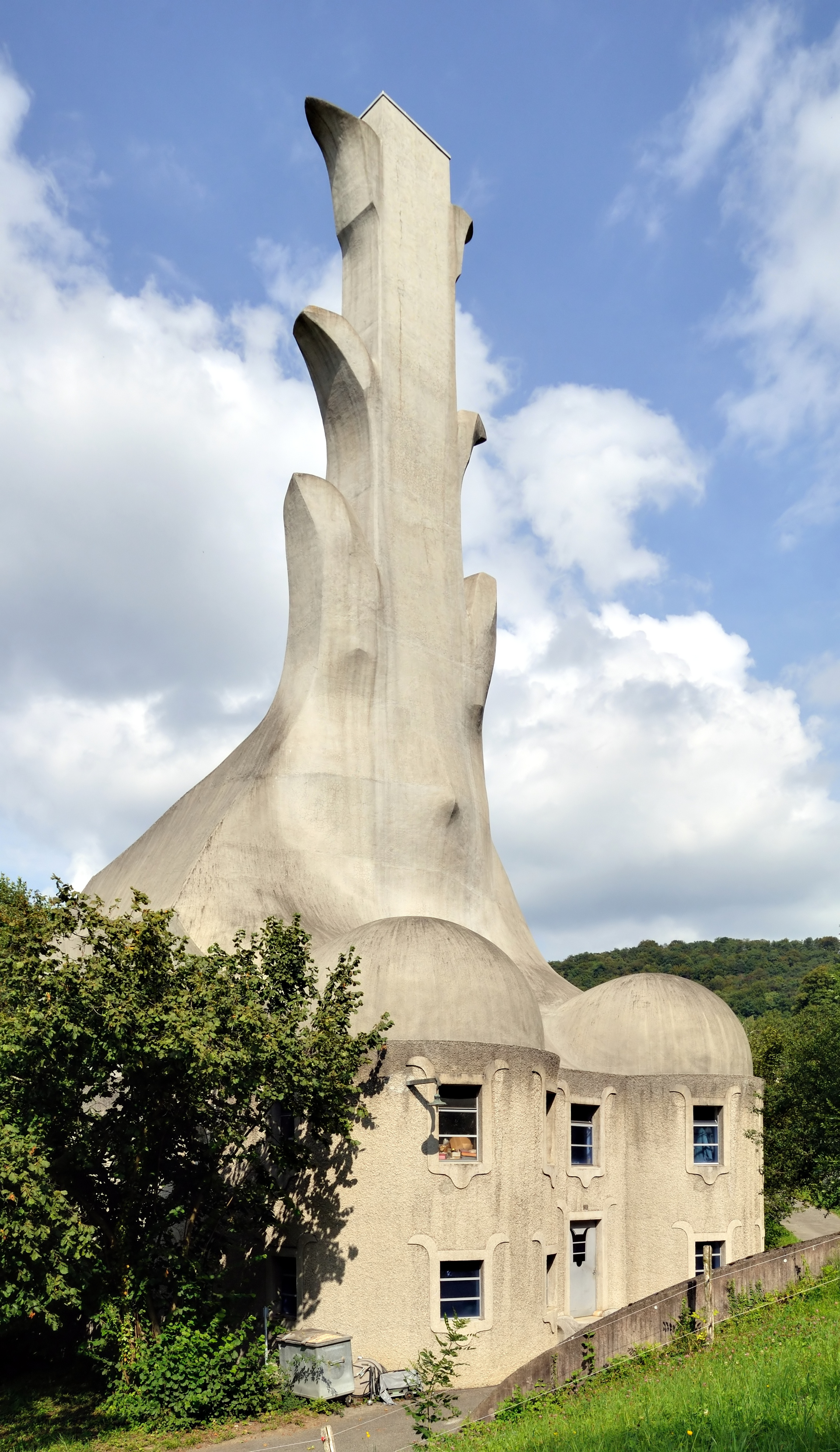
Steiners Baustil war Vorbild für die Organische Architektur. Das Bild zeigt das Heizhaus des Goetheanums.

Rudolf Steiner verstand unter Anthroposophie einerseits eine umfassende („kosmologische“) Anschauung des Menschen und der Welt, die er als Lehre vertrat und verbreitete, andererseits einen Erkenntnisweg als eine wissenschaftliche Methode zur Erforschung des Übersinnlichen („Geistigen“). Die Bezeichnung „Anthroposophie“ wählte er als Kontrast zum Begriff der „Anthropologie“. Letztere behandele dasjenige, was für den Menschen durch seine Sinne und den sich an die Sinnesbeobachtung haltenden Verstand über die Welt erfahrbar sei; erstere dagegen beinhalte das „Wissen des Geistesmenschen“ und erstrecke sich auf alles, was dieser in der „geistigen Welt“, d. h. im Übersinnlichen, wahrnehmen könne.
Synonym zu der Bezeichnung „Anthroposophie“ verwendete Steiner auch andere Begriffe wie „Theosophie“, „Geheimwissenschaft“ oder „Geisteswissenschaft“, um seine Lehre und seine „Forschungsmethode“ zu kennzeichnen. Von „Theosophie“ sprach er jedoch nur während seiner Tätigkeit im Rahmen der Theosophischen Gesellschaft (1902–1913). „Geisteswissenschaft“ war dagegen auch später noch eine von ihm gebrauchte synonyme Bezeichnung für seine Weltauffassung. Dabei knüpfte Steiner augenscheinlich an Wilhelm Dilthey, den Begründer der Lebensphilosophie, an, auf dessen „Einleitung in die Geisteswissenschaften“ er sich an verschiedenen Stellen zustimmend bezog.  Anders als bei Dilthey wird in der Anthroposophie unter Geisteswissenschaft ein methodisch geschulter übersinnlicher Erkenntnisgewinn verstanden. Steiner nahm an, durch systematisches Üben lasse sich die Denkkraft trainieren wie ein Muskel. In der Aufsatzserie Wie erlangt man Erkenntnisse der höheren Welten? legte er 1904/05 dar, wie durch Konzentration und Meditation unter Anleitung eines erfahrenen Lehrers ein intuitives Schauen „höherer Sphären“ erreicht werden könne. Diese Methodik griff auf Buddhismus, Yoga und die Theosophie Helena Petrovna Blavatskys zurück.
Den Begriff „Anthroposophie“ hat Steiner als Titel einer Fragment gebliebenen Schrift aus dem Jahre 1910 verwendet (Gesamtausgabe [GA] 45). Anthroposophie ist für Steiner dabei die Schaffung eines Bewusstseins des Menschentums. Es geht ihm um die Formulierung einer umfassenden Erkenntnistheorie zur menschlichen Bewusstwerdung. Da nach Steiner die dualistische Trennung von „Ich“ und „Welt“ im Erkenntnisakt überwunden wird, will seine Anthroposophie Anleitung zur „Selbst- und Welterkenntnis des Menschen“ zugleich bieten. Dies ist das monistische Programm des anthroposophischen Erkenntnisweges, das – mit Friedrich Nietzsche und Max Stirner – einen freien, individualistisch geprägten Menschen voraussetzt. Diese Spielart des Monismus vereinigt Naturerkenntnis und anthroposophische Geist-Erkenntnis, indem die Natur und die geistige Welt als Teilbereiche einer Welt betrachtet werden.
Die Anthroposophie hatte und hat bedeutende Anhänger überwiegend aus dem Bereich des Kulturlebens, namentlich der Kunst, darunter die bildenden Künstler Joseph Beuys, Wassily Kandinsky, Oscar Lüthy und Franz Marc, den Komponisten Viktor Ullmann, den Komponisten und Musikwissenschaftler Peter-Michael Riehm und den Dirigenten Bruno Walter, die Schriftsteller Saul Bellow, Andrej Bely, Michael Ende und Christian Morgenstern. Sympathisanten waren etwa Alexej (von) Jawlensky, Jorge Luis Borges, Piet Mondrian, Richard Neutra, Le Corbusier, Henry van de Velde, Frank Lloyd Wright, Eero Saarinen, Erich Mendelsohn und Hans Scharoun (siehe auch Organische Architektur). Von den heute lebenden Architekten bezeichnet vor allem Frank Gehry Steiner als Inspirationsquelle.
Über den Kreis der direkten Anhänger hinaus ist ein Einfluss Steiners feststellbar. Hermann Hesse, der ein distanziertes Verhältnis zu Steiners Lehre hatte, veröffentlichte etwa 1926/1927 verschiedene Gedichte in der Zeitschrift Individualität, die von dem anthroposophischen Gründungsmitglied und zeitweiligen Steiner-Sekretär Willy Storrer herausgegeben wurde. Auch Paul Klee rezipierte Steiner mit kritischer Distanz. Ein Teil dieses Einflusses Rudolf Steiners auf verschiedene Kunstrichtungen wird erst allmählich aufgearbeitet.

## Begriffsgeschichte

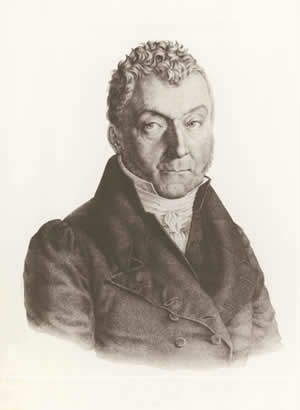
Ignaz Paul Vitalis Troxler war der Begründer einer Anthroposophie, die er aus der Biosophie ableitete.

Die Bezeichnung „Anthroposophie“ wurde bereits in der frühen Neuzeit verwendet. In einem anonymen Buch mit dem Titel Arbatel de magia veterum, summum sapientiae studium (1575), das dem Philosophen und Theologen Agrippa von Nettesheim zugeschrieben wird, wird Anthroposophie (ebenso wie Theosophie) der „Wissenschaft des Guten“ zugerechnet und mit „Kenntnis der natürlichen Dinge“ bzw. „Klugheit in menschlichen Angelegenheiten“ übersetzt. 1648 erschien die Anthroposophia Theomagica des walisischen Philosophen Thomas Vaughan.
Anfang des 19. Jahrhunderts prägte der Schweizer Arzt und Philosoph Ignaz Troxler (1780–1866) den Begriff „Anthroposophie“ in Anlehnung an seine Biosophie (Elemente der Biosophie, 1806). Im Sinne der Vorläufer der Lebensphilosophie, vor allem des Naturphilosophen Schelling, bei dem Troxler studiert hatte, sollte Biosophie „Naturerkenntnis durch Selbsterkenntnis“ bedeuten. Die Erkenntnis der menschlichen Natur nannte Troxler Anthroposophie. Die Philosophie – und alle Philosophie sei Naturerkenntnis – muss ihm zufolge zur Anthroposophie werden. Diese wird als eine „objektivierte Anthropologie“ vorgestellt, die vom „ursprünglichen Menschen“ ausgehen soll. In der menschlichen Natur vereinen sich demzufolge in einem mystischen Vorgang Gott und Welt.
Auch Immanuel Hermann Fichte verwendete das Wort Anthroposophie 1856 in Anthropologie – Die Lehre der menschlichen Seele und bezeichnete damit eine „gründliche Selbsterkenntnis des Menschen“, die „nur in der erschöpfenden Anerkenntnis des Geistes“ liege. Wahrhaft gründlich oder ergründend könne sich der „Menschengeist“ aber nicht erkennen, ohne damit der „Gegenwart oder Bewährung des göttlichen Geistes an ihm inne zu werden“.
Der Religionsphilosoph Gideon Spicker, der eine „Religion in philosophischer Form auf naturwissenschaftlicher Grundlage“ anstrebte und den Konflikt zwischen Glauben und Wissen, zwischen Religion und Naturwissenschaft als das Grundproblem seines Lebens und Denkens ansah, formulierte das Programm einer Anthroposophie, ebenfalls im Sinne „höchster Selbsterkenntnis“. Spickers Ideal umfasste in der Religion die Einheit von Gott und Welt als selbstverantwortete Erkenntnis unter Anwendung von Vernunft und Erfahrung.
Der österreichische Philosoph und Herbartianer Robert Zimmermann (1824–1898), Schöpfer der „Philosophischen Propädeutik“, wählte die Bezeichnung „Anthroposophie“ 1882 als Titel einer Programmschrift, die ein System idealer Weltsicht auf realistischer Grundlage zu beschreiben suchte (Anthroposophie im Umriß, 1882). Zimmermann, bei dem Steiner Philosophie-Vorlesungen hörte, wollte in seinem System über die „Schranken und Widersprüche, die der gemeine Erfahrungsstandpunkt in sich trägt“, hinausgehen und eine „Philosophie des Menschenwissens“ errichten, die als Wissenschaft von der Erfahrung ausgeht, aber über sie hinausreicht, wo es das logische Denken erfordert.
Rudolf Steiner verwendete den Namen „Anthroposophie“ zunächst in sehr freier Weise. So hielt er 1902 in dem von ihm geleiteten Berliner Literatenkreis Die Kommenden eine Vortragsserie mit dem Titel: Von Zarathustra bis Nietzsche. Entwicklungsgeschichte der Menschheit anhand der Weltanschauungen von den ältesten orientalischen Zeiten bis zur Gegenwart, oder Anthroposophie. Über den Inhalt dieser Vorträge ist nichts Näheres überliefert. Parallel dazu sprach er erstmals öffentlich (im Rahmen des Giordano-Bruno-Bunds) über die von da an durch ihn vertretene Theosophie (Titel: Monismus und Theosophie), wobei er inhaltlich an Immanuel Hermann Fichte anknüpfte. Im Rahmen der Theosophischen Gesellschaft benutzte Steiner die Bezeichnung „Anthroposophie“ erstmals 1909, und zwar für eine erweiterte Sinneslehre, die er neben die schon existierende Theosophie stellte, „ähnlich wie im Mittelalter neben die Theologie die Anthropologie“ gestellt wurde (Anthroposophie, Psychosophie, Pneumatosophie, GA 115). Nachdem er 1902 eine historische Betrachtung von Weltanschauungen „Anthroposophie“ genannt hatte, entwickelte er jetzt unter demselben Namen also eine Sinneslehre, welche die bekannten fünf Sinne durch fünf weitere Sinne ergänzte und so eine Brücke zwischen Theosophie und Anthropologie bilden sollte. Zur Wortgeschichte merkte er dabei an: „Das Wort ist schon einmal gebraucht worden. Robert Zimmermann hat eine Anthroposophie geschrieben, aber er unternahm sie mit höchst unzulänglichen Mitteln […]. Er hat sie herausgesponnen mit den ausgesogensten, abstraktesten Begriffen, und dieses Gespinst war dann seine Anthroposophie.“ Eine schriftliche Fassung seiner „anthroposophischen“ Sinneslehre brachte Steiner nicht zu Ende; sie wurde posthum als Fragment publiziert (Anthroposophie – ein Fragment, GA 45).
Als es 1913 zum Bruch mit der Theosophischen Gesellschaft kam und Steiner eine neue Bezeichnung für das wählen musste, was er bisher als „Theosophie“ vertreten hatte, entschied er sich für „Anthroposophie“.

## Anthroposophie bei Rudolf Steiner
„Anthroposophie“ bezeichnet bei Steiner zum einen seine Lehren, zum anderen die von ihm dafür in Anspruch genommene Methode der Erkenntnisgewinnung. 1908 definierte er:

„Unter Anthroposophie verstehe ich eine wissenschaftliche Erforschung der geistigen Welt, welche die Einseitigkeiten einer bloßen Natur-Erkenntnis ebenso wie diejenigen der gewöhnlichen Mystik durchschaut und die, bevor sie den Versuch macht, in die übersinnliche Welt einzudringen, in der erkennenden Seele erst die im gewöhnlichen Bewusstsein und in der gewöhnlichen Wissenschaft noch nicht tätigen Kräfte entwickelt, welche ein solches Eindringen ermöglichen.“

Steiner übernahm die Grundlagen dieser Lehre aus der anglo-indischen Theosophie der Okkultistin Helena Blavatsky. Außerdem knüpfte er an die christliche Mystik, das Rosenkreuzertum und die idealistische Philosophie an. Aufgrund dieser Verbindung unterschiedlicher Ströme wurde sie von Kritikern schon zu Steiners Lebzeiten etwa als synkretistische Weltanschauung, eklektischer Mystizismus oder Obskurantismus eingeordnet. Sie beinhaltet einen umfassenden („kosmischen“) Evolutionsbegriff sowie ein vielschichtiges Bild von Reinkarnation und Karma.
Steiners Erkenntnisse entstammten nach seinen Angaben einer ihm seit seiner Kindheit bewussten und von ihm methodisch vertieften geistig-übersinnlichen Schau. In seinem philosophischen Frühwerk hatte er einen erkenntnistheoretischen Monismus entwickelt, der auf einer Auseinandersetzung mit Kant (Kritik der reinen Vernunft) und dem Neokantianismus beruhte. Steiner plädierte für einen „ethischen Individualismus“, der in Max Stirners Schriften sowie dem individualistischen Anarchismus von Benjamin Tucker und John Henry Mackay Verwandtes findet. Weitere Einflüsse sind Goethe, Hegel (Phänomenologie), J. G. Fichte (deutscher Idealismus), Nietzsche und Haeckel (Evolutionstheorie). Deren Lehren wurden von Steiner selektiv, individuell und eklektizistisch herangezogen und ausgelegt (Wahrheit und Wissenschaft, 1892, und Die Philosophie der Freiheit, 1894).
Ab 1902 trat Steiner im Rahmen der Theosophischen Gesellschaft esoterisch und christlich auf. Die Frage, inwieweit dies einer Wandlung in seinem Leben (er selbst spricht von einem „Erweckungserlebnis“) zuzuschreiben ist, ist – auch unter Anthroposophen – nicht entschieden. Auch wie sich die Wende philosophisch auf Steiners Gesamtwerk ausgewirkt hat, konnte nicht abschließend geklärt werden. Steiner selbst bezeichnete seine Anthroposophie als konsequente Weiterentwicklung seines Frühwerks, nahm aber auch offen Bezug auf die christliche Mystik und das Rosenkreuzertum. Auch Elemente der blavatskyschen Theosophie fanden vorübergehend Eingang in Steiners Darstellungen, wobei er jedoch von Anfang an betonte, seine Lehre unabhängig von der Blavatskys entwickelt zu haben.
Nach Steiner befindet sich der Mensch (und die gesamte, also auch die geistige Welt) in beständiger Entwicklung (Evolution). Das Ziel des anthroposophischen Schulungsweges sei es, durch Meditation, Selbsterziehung und Beobachtung auf einer lebenslangen „Suche“, höhere Bewusstseinsebenen zu erreichen. Dieser Schulungsweg sei individuell auszugestalten und könne von jedem Menschen beschritten werden.
Die anthroposophische Bewegung ist soziologisch, weltanschaulich-religiös und politisch sehr heterogen. Als spirituelle Ausrichtung gaben Menschen mit einem anthroposophischen Lebensstil in einer Befragung etwa 64 % an christlich zu sein, etwa 17 % hinduistisch und etwa 1 % muslimisch. Die Interpretation von Steiners Werk ist auch aufgrund der verschiedenen Themengebiete und des großen Umfangs (28 Schriften und ca. 5.900 Vorträge) innerhalb der Anthroposophie nicht einheitlich.

## Geschichte

### Zu Lebzeiten Rudolf Steiners

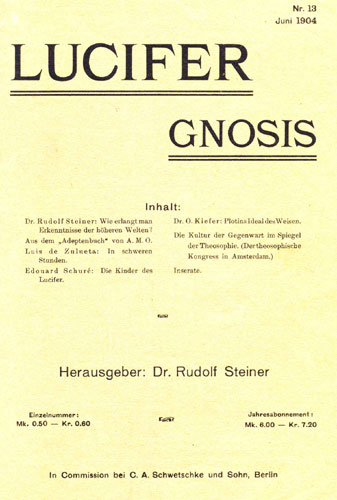
Titelblatt der Zeitschrift Lucifer-Gnosis, 1904

Im Oktober 1902 wurde in Berlin eine deutsche Sektion der Theosophischen Gesellschaft Adyar (Adyar-TG) gegründet, einer von etlichen konkurrierenden theosophischen Gruppierungen, die in Deutschland bis dahin durch zehn „Logen“ vertreten war. Als Generalsekretär wurde der Philosoph und Goethe-Forscher Rudolf Steiner gewählt, der zuvor nur als Vortragsredner in der Berliner Theosophischen Bibliothek von Sophie Gräfin und Cay Graf von Brockdorff in Erscheinung getreten war und wohl als Kompromisskandidat herangezogen wurde, weil keines der älteren, untereinander zerstrittenen Mitglieder eine Mehrheit erhalten konnte.
In Steiners Biographie stellte das eine außerordentliche Wendung dar. Er hatte sich bis dahin als Philosoph, Goethe-Herausgeber, Buchautor, Publizist, Redakteur und Vortragsredner zu vielfältigen Themen geäußert, aber zur Religion immer eine kritische Distanz gewahrt. Erst recht hatte er der stark von orientalischen Lehren beeinflussten Theosophie ablehnend gegenübergestanden. Was Steiner in der zweiten Hälfte von Die Philosophie der Freiheit (Version 1894) als ethische Konsequenz seiner Voraussetzungen entwickelte, könne „in vollkommener Übereinstimmung“ mit dem Stirnerschen Werke Der Einzige und sein Eigentum gesehen werden. Auch war er als begeisterter Anhänger der Religionskritiker Ernst Haeckel und Friedrich Nietzsche hervorgetreten. Jetzt aber übernahm er die Leitung der Adyar-Theosophen in Deutschland und begann, eine eigene Spielart der Theosophie auszuarbeiten, wobei er an die christliche Mystik und andere Traditionen des europäischen Geisteslebens anknüpfte, aber auch Elemente der vorhandenen theosophischen Lehre übernahm.
Diese erstaunliche Wendung im Leben Steiners gab Anlass zu vielfältigen Deutungen. Steiner selbst beschrieb in seiner Autobiographie einen „tiefgehenden Umschwung“ in seinem seelischen Erleben in den Jahren vor der Jahrhundertwende und bezeichnete diese als eine „Prüfungszeit“ mit „harten Seelenkämpfen“, die insbesondere sein Verhältnis zum Christentum betrafen. Der Biograph Gerhard Wehr spricht in diesem Zusammenhang von einem „neuzeitlichen Damaskus-Erlebnis“, das mit der Bekehrung des Apostels Paulus vergleichbar sei. Der Theologe Georg Otto Schmid greift Steiners autobiographische Schilderungen auf, wonach er schon seit seiner Kindheit Wahrnehmungen einer „geistigen“ Welt hatte, und meint, dass Steiner durch seine Hinwendung zur Theosophie einen weltanschaulichen Rahmen gefunden habe, „in welchen er seine Wahrnehmungen in der Geisteswelt einbringen und sie deuten kann. Die Theosophie liefert Steiner eine ausgebaute Geographie der Geisteswelt, eine geistige Welt, die bevölkert ist von geistigen Wesen aller Art, die seine Ahnungen und Wahrnehmungen plausibel deuten kann.“ Viele Zeitgenossen Steiners unterstellten ihm rein weltliche Motive, indem sie auf die prekären materiellen Verhältnisse verwiesen, in denen er sich in den Jahren davor befunden hatte.
Steiners Tätigkeit in der TG bestand vor allem im Halten von Vorträgen, in der Herausgabe einer eigenen theosophischen Zeitschrift (Luzifer, später Lucifer-Gnosis) und im Verfassen von Büchern. Die organisatorische Arbeit übernahm Marie von Sivers, die spätere zweite Ehefrau Steiners. Neben den Vorträgen für Mitglieder der TG, in denen er in erheblichem Maß an die etablierten Lehren der Theosophie anknüpfte, hielt Steiner auch zahlreiche öffentliche Vorträge. Darin nahm er fast ausschließlich Bezug auf das mitteleuropäische (deutschsprachige) Geistesleben und versuchte, darauf aufbauend seine Theosophie zu entwickeln. Unter Steiners Leitung wuchs die Zahl der Mitglieder der Adyar-TG in Deutschland rapide: Zählte man bei der ersten Generalversammlung 1903 nur 130 Mitglieder, waren es 1912 bereits 2489. Zu diesem Zeitpunkt war die TG in 54 deutschen Städten durch einen „Zweig“ vertreten.
Seine (damals noch so genannte) theosophische Lehre formulierte Steiner in zwei Büchern: Theosophie (1904) und Die Geheimwissenschaft im Umriss (1910), die er zu Lebzeiten mehrfach überarbeitete und die auch heute noch als die grundlegenden Darstellungen der Anthroposophie gelten. Ein weiteres Standardwerk ist die Aufsatzserie Wie erlangt man Erkenntnisse der höheren Welten? die 1909 erstmals in Buchform herauskam.
Aufgrund zunehmender Differenzen mit der Präsidentin der internationalen Theosophischen Gesellschaft, Annie Besant, die sich besonders im Streit um die Stilisierung des jungen Jiddu Krishnamurti zu einer Art Messias durch Besant und Charles W. Leadbeater zuspitzten, kam es im Frühjahr 1913 zum Bruch mit der Theosophischen Gesellschaft. Bereits Ende 1912 war in Köln die Anthroposophische Gesellschaft gegründet worden, der sich nun die meisten in Deutschland lebenden Theosophen anschlossen und die bald auch in anderen Ländern präsent war. In diesem Zusammenhang benannte Steiner seine bisherige Theosophie in „Anthroposophie“ um.

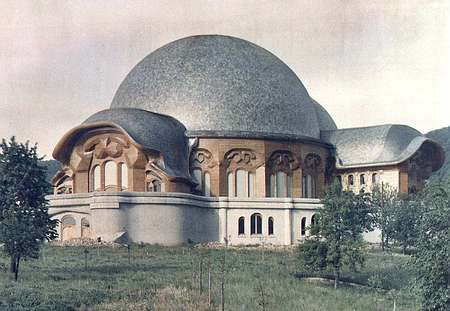
Das erste Goetheanum in Dornach/Schweiz (1913–1922)

Im Herbst 1913 begannen in Dornach bei Basel die Arbeiten am ersten Goetheanum, das als Veranstaltungsstätte und Zentrum der Gesellschaft dienen sollte, nachdem für ein ursprünglich in München geplantes Gebäude mehrfach die Baugenehmigung versagt worden war. Parallel dazu kam es zu vielfältigen Aktivitäten im sozialen, kulturellen und gesellschaftlichen Bereich. So gründete Emil Molt, Generaldirektor der Waldorf-Astoria-Zigarettenfabrik, 1919 in Stuttgart für die Kinder seiner Arbeiter und Angestellten die erste Waldorfschule, deren Leitung Steiner selbst übernahm. 1921 wurde die Pharmafirma Weleda AG gegründet, die anthroposophische Arzneimittel herstellt und vertreibt. 1922 gründete eine Gruppe von Theologen die Christengemeinschaft, eine Bewegung zur Erneuerung des Christentums mit anthroposophischer Ausrichtung.

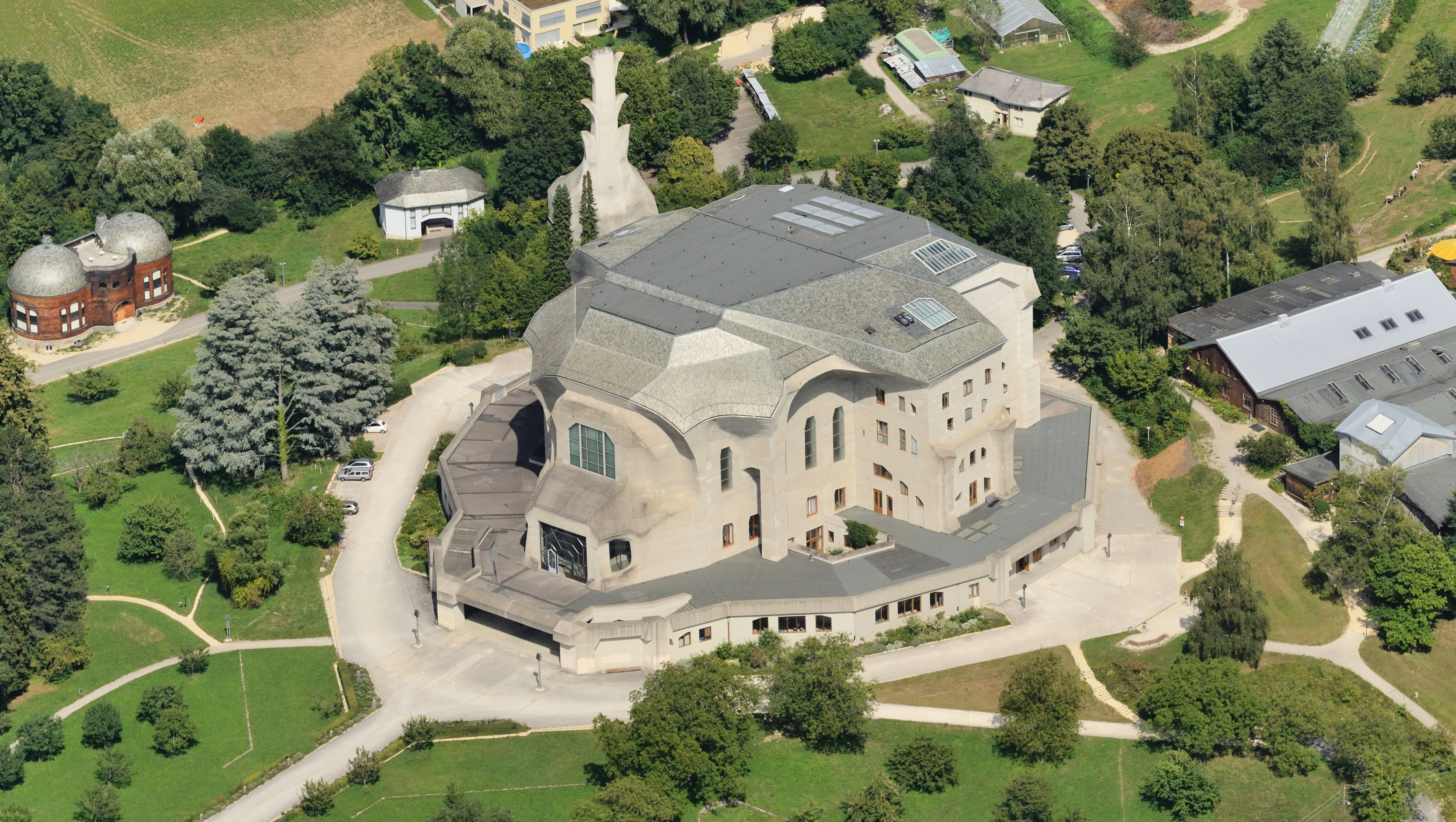
Das zweite Goetheanum, erbaut 1925–1928, wurde von Rudolf Steiner konzipiert und ist heute der Sitz der Allgemeinen Anthroposophischen Gesellschaft.

Gleichzeitig formierten sich Gegner. In der Silvesternacht 1922/23 brannte das aus Holz errichtete erste Goetheanum bis auf seine Grundmauern nieder, vermutlich von Unbekannten in Brand gesetzt. Daraufhin entwarf Steiner ein zweites, größeres Goetheanum aus Beton, das erst 1928 fertiggestellt wurde. Parallel bemühte er sich um eine Reorganisation der Anthroposophischen Gesellschaft, an deren Leitung er bis dahin als Ehrenpräsident nicht direkt beteiligt war. Als diese Bemühungen nicht den gewünschten Erfolg brachten, erfolgte unter Steiners Veranlassung in Dornach auf der sogenannten Weihnachtstagung am 28. Dezember 1923 die Neugründung der Anthroposophischen Gesellschaft, die unter Anpassung an die Erfordernisse der Gegenwart an die im Jahre 1912 gegründete Anthroposophische Gesellschaft anknüpfte und deren Vorsitz Steiner selbst übernahm. Zugleich gründete er die schon lange geplante Freie Hochschule für Geisteswissenschaft und übernahm als vorläufig einziger Dozent auch deren Leitung. Nachdem der 1913 gegründete Goetheanum-Bauverein in Allgemeine Anthroposophische Gesellschaft umbenannt worden war, kam es am 8. Februar 1925 zu einer konkludenten Fusion der neu gegründeten Anthroposophischen Gesellschaft in diesen umbenannten Bauverein. Bereits während der Gründungsfeierlichkeiten erlitt Steiner jedoch einen schweren körperlichen Zusammenbruch, von dem er sich nicht mehr erholen sollte; als Ursache hierfür wird zuweilen ein Giftanschlag auf Steiner vermutet. So kam von den drei geplanten „Klassen“ der Hochschule nur die erste, elementare zustande. Im Verlauf des Jahres 1924 musste Steiner seine Vortragstätigkeit zunehmend einschränken. Seinen letzten Vortrag am 28. September 1924 musste er nach kurzer Zeit abbrechen. Bis zwei Tage vor seinem Tod am 30. März 1925 arbeitete er im Krankenbett noch an diversen Publikationen, zuletzt auch an einem gemeinsam mit seiner behandelnden Ärztin Ita Wegman verfassten Buch zur Begründung der Anthroposophischen Medizin.

### Krise nach Steiners Tod

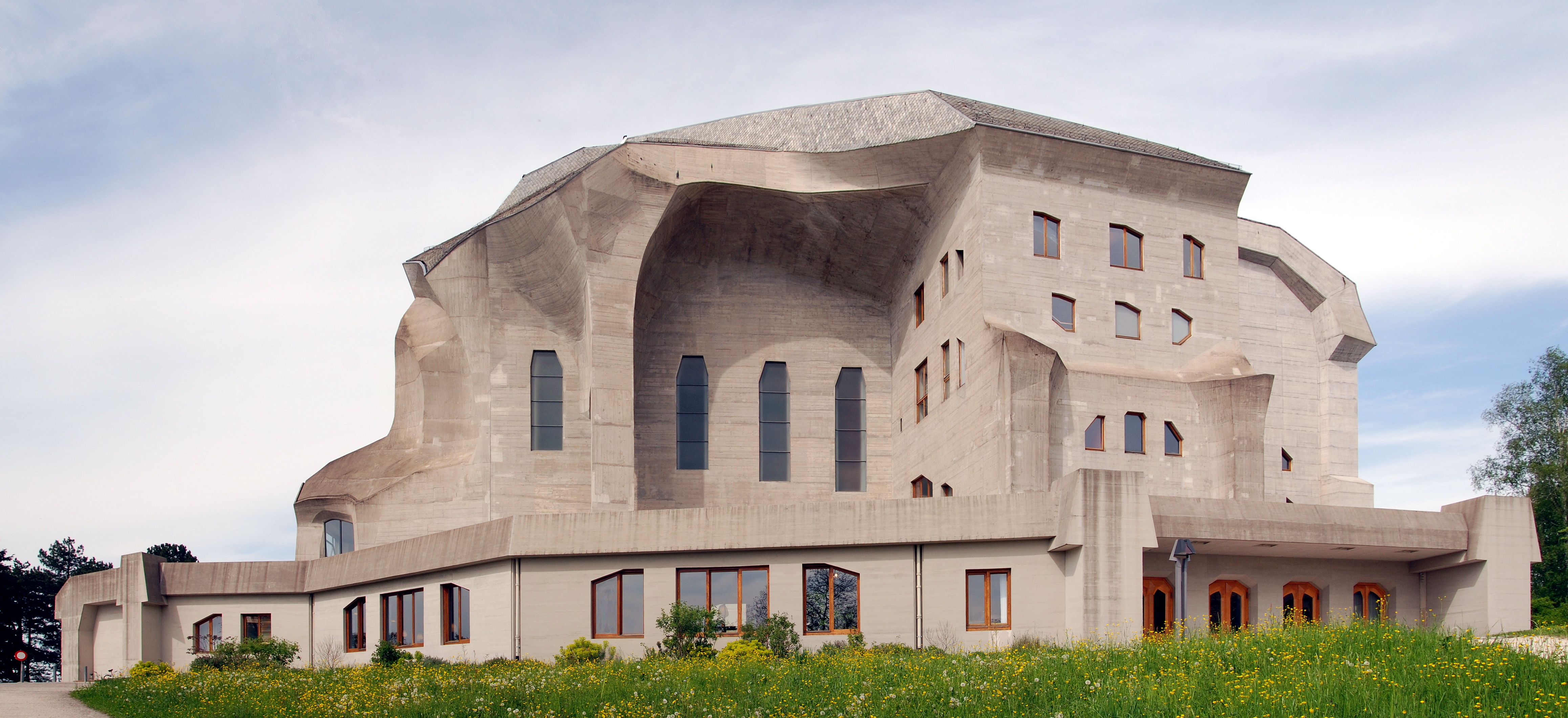
Das zweite Goetheanum, fertiggestellt 1928

Für den Fall seines Todes hatte Rudolf Steiner in Bezug auf die Anthroposophische Gesellschaft und die Hochschule keine Anweisungen gegeben. Der fünfköpfige Vorstand der Gesellschaft, den Steiner erst gut ein Jahr zuvor berufen hatte, war ratlos und zerstritt sich bald. Insbesondere konnte keine Einigkeit darüber erzielt werden, ob man Steiners Initiativen fortsetzen oder realistischerweise nur noch das Vorhandene verwalten könne. Ende 1925 wurde Albert Steffen als Vorsitzender und damit formal als Nachfolger Steiners gewählt. Auf Initiative namentlich von Ita Wegman beschloss man bald darauf, die Hochschule formal weiter bestehen zu lassen, indem man die schon unter Steiner begonnene Gepflogenheit aufgriff, dass ausgewählte Persönlichkeiten das Recht erhielten, Steiners mitgeschriebene „Klassenstunden“ andernorts zu verlesen oder frei zu rezitieren. Der Dornacher Vorstand verlor jedoch zunehmend an Bedeutung, und in mehreren Ländern spalteten sich neue Gruppierungen von der Anthroposophischen Gesellschaft ab, teils unter Beteiligung einzelner Vorstandsmitglieder. 1935 beschloss deshalb die Generalversammlung auf Betreiben Steffens, die daran beteiligten Personen – darunter die Vorstandsmitglieder Ita Wegman und Elisabeth Vreede und andere führende Anthroposophen in Deutschland, Holland und England – aus der Gesellschaft auszuschließen.
Parallel zu den Krisen innerhalb der Anthroposophischen Gesellschaft entwickelten sich jedoch einige der von Steiner angeregten Kulturimpulse weiter, so die Waldorfbewegung durch Gründung neuer Schulen und die künstlerischen Initiativen Steiners, die unter der Leitung Marie Steiners fortgeführt wurden.

### Während der Zeit des Nationalsozialismus

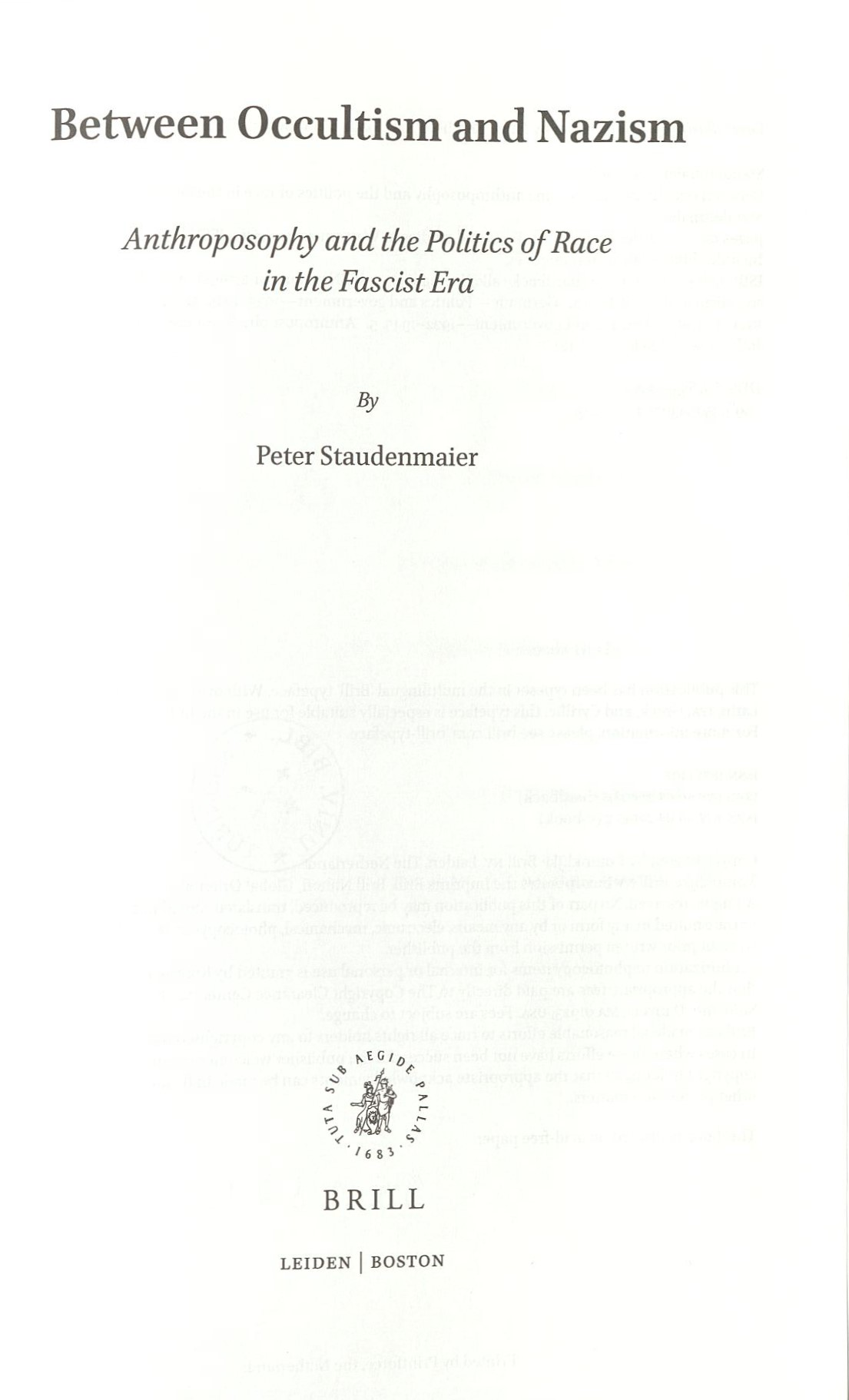
Peter Staudenmaier (2014)

Die Nationalsozialisten nahmen gegenüber der Anthroposophie eine ambivalente Haltung ein. Einerseits zeigten einige Nationalsozialisten Interesse an Elementen der Lehre, die aus der Lebensreform stammten. Namentlich der „Stellvertreter des Führers“, Rudolf Heß, setzte sich wiederholt für die anthroposophische Medizin ein. Zu Beginn der NS-Zeit keimten in anthroposophischen Kreisen Hoffnungen auf eine Kooperation mit dem Regime. Das Vorstandsmitglied der Anthroposophischen Gesellschaft, Guenther Wachsmuth, bekundete Respekt für „die tapfere und mutige Weise, wie die [deutsche] Regierung die Probleme anpackt“, sowie „Sympathie“ und „Bewunderung“ für die Problembewältigung „durch die Führer des neuen Deutschlands“. Wieweit hier Strategien gegen ein drohendes Verbot eine Rolle spielten, bleibt nach dem Religionswissenschaftler Helmut Zander zu prüfen. Andererseits galt die anthroposophische Gesellschaft als gegnerische Organisation der Nationalsozialisten.
Zander sieht es als bemerkenswert an, dass es fast keine Parteimitglieder unter den Anthroposophen gab.

#### Verbot der Anthroposophischen Gesellschaft in Deutschland
Am 1. November 1935 wurde laut Verfügung der Preußischen Geheimen Staatspolizei „die im Gebiete des Deutschen Reiches bestehende Anthroposophische Gesellschaft […] wegen ihres staatsfeindlichen und staatsgefährlichen Charakters“ aufgelöst. Das Dekret trug die Unterschrift von Reinhard Heydrich.
Das antisemitische Hetzblatt Der Judenkenner hatte bereits einige Monate zuvor die Stoßrichtung vorgegeben: „Was wir über die gänzlich verjudete anthroposophische Bewegung und Rudolf Steiner denken, ist bekannt“, hieß es etwa in der Ausgabe vom 28. August 1935. Schon vor dem Verbot hatten alle jüdischen Mitglieder ihre Ämter in der Gesellschaft abgegeben. Ein Großteil von ihnen war ausgetreten; andere wurden zum Austritt gedrängt, um Reibungspunkte mit dem Regime zu minimieren. Nach dem Verbot bemühten sich einige Anthroposophen um eine Wiederzulassung. Der Vorstand der Allgemeinen Anthroposophischen Gesellschaft wehrte sich gegen die Auflösung mit einem Brief an Adolf Hitler, in dem auf Steiners arische Abstammung verwiesen und die Verbindung zu jüdischen Kreisen bestritten wurde.
Der Brief dokumentiert den Versuch, sich mit dem nationalsozialistischen Regime zu arrangieren. Einige Anthroposophen betrieben eine noch offensivere Anbiederung. Der Anthroposoph Friedrich Rittelmeyer formulierte eine explizite Anerkennung des NS-Staates: „Die Christengemeinschaft anerkennt den nationalsozialistischen Staat. Sie glaubt ihm den besten Dienst zu tun, wenn sie das Religiös-Christliche in möglichster Reinheit und Stärke pflegt.“ Guenther Wachsmuth, Mitglied des Dornacher Vorstandes der Allgemeinen Anthroposophischen Gesellschaft, hatte im Juni 1933 seine „Sympathie“ für das bekundet, „was z. Zt. in Deutschland geschieht“. In seinen Lebenserinnerungen behauptete Erich Ludendorff, dem die Anthroposophie als Teil einer jüdisch-freimaurerischen Weltverschwörung erschien, sogar eine „gefährliche“ Unterwanderung nationalsozialistischer Kreise. Die Nationalsozialisten blieben bei ihrer Ablehnung der Anthroposophie, auch wenn sie einige Übereinstimmungen konstatierten. Das geht jedenfalls aus einem Gutachten hervor, das der nationalsozialistische Pädagoge Alfred Baeumler im Auftrag des Amtes Rosenberg angefertigt hatte.
Alle Versuche einer Wiederzulassung der Anthroposophischen Gesellschaft in Deutschland scheiterten jedoch 1939, als Rudolf Heß die „Gleichbehandlung mit ehemaligen Freimaurern“ anordnete. Und das, obwohl sich anthroposophische Institutionen auch weiter kooperativ zeigten. Nach dem Flug von Rudolf Heß nach England vom 10. Mai 1941 ordnete Reinhard Heydrich für den 9. Juni die Aktion gegen Geheimlehren und sogenannte Geheimwissenschaften an, die sich gegen Anhänger der Anthroposophie, Theosophie und Ariosophie und gegen deren Organisationen richtete.

#### Behinderung des Schulunterrichts und Verbot von Waldorfschulen
Die acht Waldorfschulen waren den Nationalsozialisten von Anfang an ein besonderer Dorn im Auge. Anders als andere anthroposophische Institutionen, die lange Zeit von den Behörden unbemerkt weiterarbeiten konnten, hatten die Schulen eine große Außenwirkung. Um die Schulen zu retten, nahm Elisabeth Klein, die Dresdner Schulleiterin, die eine Schlüsselstellung in den Verhandlungen mit dem Regime innehatte, Kontakt zu führenden Nationalsozialisten auf. Sie suchte den Schulterschluss, während sich die Schulen in Berlin und Altona 1936 ausdrücklich von diesen Kollaborationsversuchen distanzierten und die eigene Schließung selbst betrieben. Unter den Personen, die Klein kontaktierte, war auch Rudolf Heß, dem Sympathien für die Anthroposophie nachgesagt wurden. Auch Klein ging davon aus, dass Heß seine Aufgabe darin sehe, „alle Geistesrichtungen in Deutschland zu schützen, die noch aufbauend im Geistesleben wirken können“.
Gemäß einer Anordnung von Rudolf Heß durften Waldorfschulen bis 1940 keine Einschulungen mehr vornehmen. Zwei Schulen wurden sogar verboten (1938 Stuttgart und 1941 Dresden). Die restlichen mussten aus finanziellen Gründen schließen. Von den acht anthroposophischen heilpädagogischen Heimen wurden drei massiv bedroht, davon zwei geschlossen. Trotz dieser Repressionsmaßnahmen gab es auch Mitglieder, die sich dem System weiter annäherten oder sogar aktiv in den Gremien der NSDAP mitarbeiteten.

#### Zeit nach dem Verbot und Gesamteinschätzung

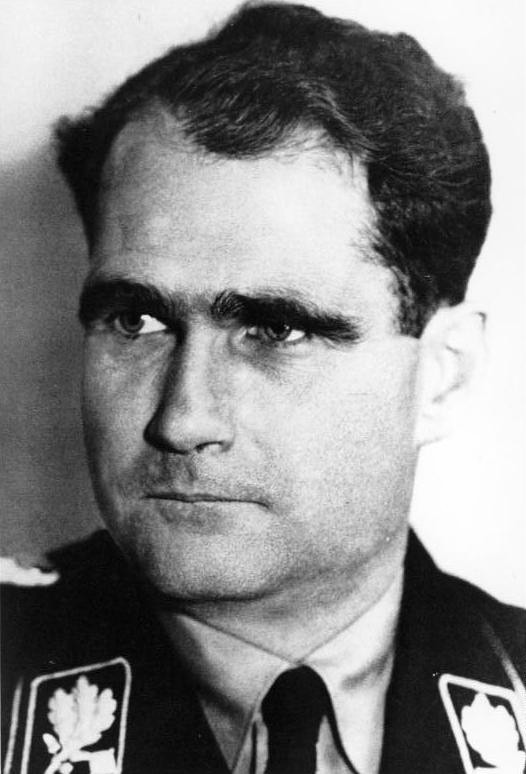
Bis zu seinem Englandflug hielt Rudolf Heß seine schützende Hand über die Anthroposophie.

Parallel dazu spitzte sich auch in Dornach die Situation weiter zu. Nach dem Verbot der Gesellschaft im deutschen „Mutterland“ und dem durch die Beschlüsse von 1935 bewirkten Zerwürfnis mit den wichtigen Landesgesellschaften in Holland und England war der Einfluss des Dornacher Zentrums schon weitgehend auf die Schweiz beschränkt, bevor diese mit Ausbruch des Krieges 1939 auch als Nation in eine rundum isolierte Insellage geriet. 1939 musste das Goetheanum (Hauptgebäude) aus finanziellen Gründen geschlossen werden. Personell geriet im nun noch dreiköpfigen Vorstand Marie Steiner allmählich ins Abseits, und 1942 kam es zum offenen Konflikt zwischen ihr und Albert Steffen oder vielmehr zwischen den jeweiligen Anhängern in der Mitgliedschaft. Marie Steiner, die von Rudolf Steiner testamentarisch zur Alleinerbin bestimmt worden war, machte nun diese Rechte formal geltend, indem sie einen „Nachlassverein“ gründete, der abgesondert von der Anthroposophischen Gesellschaft auch nach ihrem Tod die Werke Rudolf Steiners herausgeben sollte.
Hohe Wertschätzung fand die biologisch-dynamische Landwirtschaft bei einigen NS-Größen, was jedoch eher auf ihre „Ursprünglichkeit“ als auf die spirituelle Begründung zurückzuführen ist. Die SS hatte zwischen 1939 und 1945 landwirtschaftliche Versuchsgüter eingerichtet, in denen die biologisch-dynamische Landwirtschaft erprobt wurde; eines der Güter beim KZ Ravensbrück und ein biologisch-dynamischer Hof beim KZ Dachau. Das Heft 5 der Zeitschrift Demeter aus dem Jahr 1939 erschien mit einer Abbildung Hitlers und einer Grußzeile zum 50. Geburtstag auf dem Titelbild. Der Septemberausgabe der Zeitschrift lag zudem ein Flugblatt bei, in dem der Herausgeber, Erhard Bartsch, die biologisch-dynamischen Landwirte zur Unterstützung des „Führers“ aufrief. Bartsch bemühte sich offenbar sogar um eine Mitwirkung an den Besiedlungsplänen der SS für den „Lebensraum im Osten“.
Vorrangig Rudolf Heß und Heinrich Himmler hatten bis 1941 versucht, mit der Anthroposophie verbundene, praktische Einrichtungen zu erhalten und für den Nationalsozialismus nutzbar zu machen. Als scharfer Gegner trat namentlich Reinhard Heydrich in Erscheinung. Erst nach dem sogenannten „Englandflug“ von Heß am 10. Mai 1941, in dessen Folge er als Verräter bezeichnet und für verrückt erklärt worden war, wurden die Reste der organisierten Anthroposophie im Deutschen Reich zerschlagen. Nun startete Propagandaminister Joseph Goebbels eine Kampagne gegen die spirituellen und spiritistischen Gruppen, für die sich Heß verwendet hatte. In diesem Zusammenhang wurde behauptet, Heß habe aufgrund des Einflusses von Astrologen, Mesmeristen und anderer Okkultisten unter Halluzinationen gelitten. Auch von Anthroposophen wurde behauptet, sie hätten Heß okkult beeinflusst und zu seinem Flug nach England bewegt. Es folgte eine Welle von Verhaftungen und Verhören. Kurz darauf wurde auch die Christengemeinschaft aufgelöst. Ihre Priester wurden inhaftiert. Zwar gab es weitere Versuche von anthroposophischer Seite, sich dem Regime im „Endkampf gegen den Bolschewismus“ anzudienen, mit dem Wegfall des Förderers Heß fehlte diesen aber der Resonanzboden.

### Zeit nach 1945
Nach dem Krieg wurden die im Dritten Reich verbotenen anthroposophischen Aktivitäten auch in Deutschland und Österreich bald wieder aufgenommen. Der Konflikt um die Rechte an Rudolf Steiners Werk spitzte sich jedoch weiter zu. Nach dem Tod Marie Steiners 1948 betrachtete sich der von ihr gegründete Nachlassverein (heute: Rudolf Steiner Verlag) als Alleininhaber dieser Rechte. Darüber kam es zu einem Rechtsstreit mit der Anthroposophischen Gesellschaft, der 1952 mit einem Sieg des Nachlassvereins endete. Die unterlegene Partei verbannte daraufhin alle Werke Rudolf Steiners aus der Buchhandlung im Goetheanum, woran bis 1968 festgehalten wurde. Die Rolle Dornachs als internationales Zentrum der Anthroposophischen Gesellschaft wurde wieder vollständig hergestellt, indem die 1935 abgespaltenen Landesgesellschaften in Holland und England sich 1960 bzw. 1963 wieder anschlossen.
Die starke Expansion der Waldorfschulen (im Mai 2015 laut Selbstdarstellung weltweit 1063 Schulen in 60 Ländern), der Waldorfkindergärten (im November 2015 laut Selbstdarstellung ca. 2000 weltweit), der Anthroposophischen Medizin und der ebenfalls durch Rudolf Steiner angeregten biologisch-dynamischen Landwirtschaft (hierzu die Marke Demeter) verlief von diesen Schwierigkeiten weitgehend unberührt. 1960 wurde in Bochum auch eine Bank mit anthroposophischer Zielsetzung begründet (GLS Gemeinschaftsbank). 1969 entstand das anthroposophische Gemeinschaftskrankenhaus Herdecke als erste Einrichtung dieser Art in Deutschland. 1973 wurde in Alfter die anthroposophisch orientierte Alanus Hochschule eingerichtet, seit 2002 eine staatlich anerkannte Kunsthochschule. Auch die 1983 gegründete Universität Witten/Herdecke, Deutschlands älteste Privatuniversität, hat überwiegend anthroposophische oder der Anthroposophie nahestehende Urheber (Gerhard Kienle, Konrad Schily, Herbert Hensel). Zurzeit sind nach Aussagen der Anthroposophischen Gesellschaft weltweit über 10.000 anthroposophische Einrichtungen in 103 Ländern tätig.
Im Vergleich zu diesen Erfolgen diverser von Steiner angestoßenen oder später aus der Anthroposophie hervorgegangenen praktischen Initiativen und Anwendungen blieb das allgemeine Interesse an der Anthroposophie selbst lange eher gering. Seit den 1980er Jahren ist jedoch eine – wie Gerhard Wehr schrieb – „erstaunliche Renaissance“ zu beobachten.

## Lehre und Erkenntnisweg
Steiners Anthroposophie stellt den Menschen in das Zentrum ihrer Betrachtungen. So hat er in seinen beiden grundlegenden Werken Theosophie (1904) und Die Geheimwissenschaft im Umriss (1910) erst ausführlich das „Wesen des Menschen“ beschrieben, bevor er zur sonstigen Welt übergeht. Die Anthroposophie nimmt an, dass jeder bei Anwendung entsprechender Techniken zur Erkenntnis höherer Welten gelangen könne. Insofern sei sie demokratischer als andere esoterische Lehren, in den das esoterische Wissen nur wenigen vorbehalten bleibt. Nach dem schwedischen Religionshistoriker Olav Hammer wurde diese Demokratisierung in der Anthroposophie kaum zur Hälfte vollzogen, da sich nach Steiners Tod kein ebenbürtiger Nachfolger fand. Das implizite Ziel des anthroposophischen Erkenntnispfades scheint ihm im Nachvollzug der doktrinären Standpunkte zu liegen, die Steiner vorlegte. Der Historiker Ulrich Linse sieht im hierarchisch-inegalitären Menschenbild der Anthroposophie die Ursache für den Erfolg, den sie beim Adel hatte, die gleichzeitig propagierte Selbsterlösung durch Selbsterziehung habe sie für das gehobene Bürgertum attraktiv gemacht.

### Wesensglieder

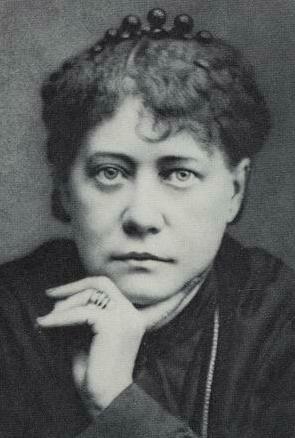
Die Theosophin Helena Petrovna Blavatskys war eine wesentliche Grundlage von Rudolf Steiners Anthroposophie.

Ähnlich wie Helena Petrovna Blavatsky, an deren Lehren er vor allem zu Beginn seiner Tätigkeit in der Theosophischen Gesellschaft häufig anknüpfte, unterschied Steiner verschiedene „Wesensglieder“ des Menschen. Dabei vermied er jedoch eine Festlegung auf ein bestimmtes Gliederungsschema, wie es bis dahin in der Theosophie üblich war, sondern führte ganz im Kontrast dazu oft verschiedene Schemata ineinander über, die Freiheit der Perspektive gegenüber starren Schemata betonend. Außerdem übernahm er die Inhalte seiner „Menschenkunde“ nicht wie Blavatsky aus der indischen Philosophie, sondern entwickelte sie aus Ansätzen im deutschsprachigen Geistesleben mehr oder weniger neu.
Die erste umfassende schriftliche Darstellung des anthroposophischen Menschenbilds erschien 1904 noch unter dem Titel Theosophie. Darin wählte Steiner als Ausgangspunkt Goethes erkenntnistheoretischen Essay Der Versuch als Vermittler von Objekt und Subjekt (1793) – und erhob damit implizit den Anspruch, seine „Theosophie“ inhaltlich an seine frühere Tätigkeit als Goethe-Herausgeber und als Autor einer Erkenntnistheorie der Goetheschen Weltanschauung (1886) anzuschließen. Mit Goethe stellte er fest, dass der Mensch „in einer dreifachen Art mit der Welt verwoben ist. – Die erste Art ist etwas, was er vorfindet, was er als eine gegebene Tatsache hinnimmt. Durch die zweite Art macht er die Welt zu seiner eigenen Angelegenheit, zu etwas, was eine Bedeutung für ihn hat. Die dritte Art betrachtet er als ein Ziel, zu dem er unaufhörlich hinstreben soll“. Ein „gleichsam göttliches Wesen“ (Goethe) mit der Möglichkeit, die Wahrheit zu erkennen und entsprechend handeln zu können. Diese drei Arten des Verhältnisses des Menschen zur Welt nannte Steiner nun „Leib“, „Seele“ und „Geist“. Dabei distanzierte er sich ausdrücklich von jeder bisherigen Belegung dieser Worte: „Wer irgendwelche vorgefassten Meinungen oder gar Hypothesen mit diesen drei Worten verbindet, wird die folgenden Auseinandersetzungen notwendig missverstehen müssen.“
Diese drei Grundbegriffe der anthroposophischen „Menschenkunde“ differenzierte Steiner weiter, indem er jeweils drei leibliche, seelische und geistige Komponenten unterschied, die er Wesensglieder nannte. Als Abwandlung der daraus resultierenden neunfachen Gliederung leitete er auch ein siebengliedriges Schema ab, das mit dem bis dahin unter Theosophen gebräuchlichen, auf Blavatsky zurückgehenden Schema zu vergleichen, aber nicht mit diesem identisch ist. In der einfachsten Variante unterschied Steiner nur die drei leiblichen Wesensglieder und subsumierte alles andere unter der Bezeichnung „Ich“. Dieses viergliedrige Schema, das an die medizinische Lehre des Paracelsus erinnert und sich mit der Seelenlehre des Aristoteles vergleichen lässt, basiert auf der zu Steiners Zeit gültigen Klassifikation der drei Naturreiche der Mineralien, Pflanzen und Tiere und fügt als viertes „Reich“ den Menschen hinzu, der mit seinen drei Leibesgliedern (Physischer Leib – Ätherleib oder Lebensleib – Astralleib oder Seelenleib) an allen Naturreichen beteiligt ist, aber mit seinem Ich aus der Natur herausragt.
Nur der physische Leib sei mit den gewöhnlichen Sinnen wahrnehmbar. Die höheren Wesensglieder, die diesen physischen Leib durchziehen, seien aber für eine übersinnliche Anschauung als eigenständige Komponenten der menschlichen Wesenheit erforschbar. So erscheine der Ätherleib als eine „lebenerfüllte Geistgestalt“, in der „alles in lebendigem Ineinanderfließen“ sei. Steiners Begriff des Ätherleibs entspricht etwa dem der vegetativen Seele bei Aristoteles. Das Vorhandensein eines Ätherleibs äußert sich nach Steiner in Lebendigkeit und Wachstum, und er sei auch der Träger der Vererbung. Einen Ätherleib habe jedes Lebewesen. Ein Astralleib, manchmal bei Steiner auch einfach „Seele“ genannt, sei dagegen nur bei „beseelten“ Wesen vorhanden: bei Tieren und Menschen. Er verleihe ihnen ein bewusstes Innenleben, Gefühle, Begierden, aber auch unbewusste Impulse. Das entspricht ungefähr der sensitiven Seele bei Aristoteles. Das 'Ich' schließlich bezeichnet in der anthroposophischen Terminologie den ewigen, unvergänglichen und nur dem Menschen zukommenden „Wesenskern“. Der „Wesenskern“ trägt das Karma, besteht nach dem Tod fort und inkarniert sich erneut in einem anderen Körper. Das Ich durchdringt und verändert jedoch auch die niederen Wesensglieder; in diesem Zusammenhang spricht Steiner auch von einer gesonderten leiblichen „Ich-Organisation“. Nach Leijenhorst ist in Steiners Ich-Begriff der unbewusste Wille im Sinne Schopenhauers und Nietzsches mit Descartes’ cogito vereinigt.
Änderungen in der Wechselwirkung der Wesensglieder äußern sich in verschiedenen Bewusstseinszuständen. Im Wachbewusstsein sind alle vier Wesensglieder eng miteinander verbunden. Beim Einschlafen lösen sich Astralleib und Ich vom physischen und ätherischen Leib. Es tritt ein Zustand ein, der bei Pflanzen permanent vorliegt: der traumlose Schlaf. Dabei wirken Astralleib und Ich „von außen“ auf den schlafenden Körper ein, und dieser kann sich regenerieren. Im Zwischenzustand des Traumbewusstseins verbindet sich der Astralleib in gewisser Weise mit dem Ätherleib, nicht aber mit dem physischen Leib. Ohne Verbindung mit den physischen Sinnesorganen kann er die physische Welt nicht wahrnehmen, und auch ein volles Ich-Bewusstsein ist im gewöhnlichen Traum nicht vorhanden.
Ein vierter Zustand ist der Tod, bei dem sich die höheren Wesensglieder einschließlich des Ätherleibs vom physischen Leib trennen. Dieser ist nun allein den physikalisch-chemischen Gesetzmäßigkeiten unterworfen und zerfällt. Der Zusammenhang der höheren Wesensglieder bleibt aber zunächst erhalten. Erst später löst sich auch der Ätherleib und danach der Astralleib auf, und das Ich geht in eine geistige Welt ein, in der es sich auf seine Wiedergeburt (Reinkarnation) vorbereitet.
Von Inkarnation zu Inkarnation, aber auch innerhalb eines „Erdenlebens“, entwickelt sich der Mensch als seelisches und geistiges Wesen (im anthroposophischen Sinn, vgl. oben). Als Stufen dieser Entwicklung, die aber auch nebeneinander existieren, werden die seelischen und geistigen Wesensglieder unterschieden. Das niederste Seelenglied ist die „Empfindungsseele“, benannt nach einem zu Steiners Zeit gebräuchlichen Synonym für die Sinneswahrnehmung. In diesem Seelenteil leben die bewussten Eindrücke der Sinne, aber auch Triebe, Begierden und Leidenschaften. Im Unterschied zum Astralleib, für den das ebenfalls gilt, handelt es sich auf dieser „seelischen“ Ebene um Regungen, welche über das Naturhafte und Gattungsmäßige hinausgehen, wodurch sich also der Mensch als Individualität vom Tier unterscheidet. Insofern ist die Empfindungsseele eine „individualisierte“ Metamorphose des Astralleibes, aus dem sie im Verlauf der Persönlichkeitsentwicklung hervorgeht.
Das zweite Seelenglied ist die „Verstandesseele“, in der sich das Denken entfaltet. Wie die Empfindungsseele eine Metamorphose des Astralleibes ist, so ist die Verstandesseele eine Metamorphose des Ätherleibes. Die Wachstums- und Gestaltungskräfte, die zunächst den physischen Leib aufbauen und gestalten, werden später zum Teil als Denkkraft frei. Deshalb soll nach Steiner bei Kindern das eigenständige Denken erst gefördert werden, wenn alle physischen Organe vollständig angelegt sind („Zahnwechsel“). Das dritte Seelenglied schließlich wird „Bewusstseinsseele“ genannt. In ihr erhebt sich das Individuum aus der Subjektivität zum Wahren und Guten, das über die Eigenpersönlichkeit hinaus Gültigkeit hat.
Im Unterschied zu diesen Stufen der seelischen Entwicklung, die unter dem Einfluss der Erziehung und der sonstigen Sozialisation erfolgen, beschrieb Steiner die geistigen Wesensglieder als Stufen einer voll bewusst vom Ich aus betriebenen Entwicklung. Diese stecke heute aber noch in den Anfängen.

### Dreigliederung
Von diesen Gliederungs-Schemata in relativ frühen theosophisch-anthroposophischen Darstellungen Steiners ist die Idee der „Dreigliederung“ zu unterscheiden, die er erstmals 1917 in seinem Buch Von Seelenrätseln publizierte und die in seinem Spätwerk und den daraus hervorgegangenen Anregungen für die Waldorfpädagogik, die Anthroposophische Medizin und für die soziale Gestaltung („Soziale Dreigliederung“) eine große Bedeutung erlangen sollte. Diese Idee basiert auf der Unterscheidung der Seelentätigkeiten Denken, Fühlen und Wollen und ordnet diesen als leibliche Grundlagen drei Organsysteme zu: dem Denken (und der sinnlichen Wahrnehmung) das „Nerven-Sinnes-System“, dem Wollen das „Stoffwechsel-Gliedmaßen-System“ und dem Fühlen das „rhythmische System“.

### Reinkarnation
Das Ich, der unvergängliche „Wesenskern“ des Menschen, unterliegt nach Steiner der Reinkarnation, die als „Instrument zur Vollendung des Menschen“ dienen soll. Mit dem Tod hört seiner Darstellung zufolge das Bewusstsein nicht auf, sondern es folgt eine Rückschau auf das vergangene Leben und danach eine dem Fegefeuer vergleichbare Reinigung („Kamaloka“), wobei sich erst der Ätherleib und dann der Astralleib „auflösen“. Auch die alte (neuplatonische) Vorstellung des Aufstiegs der Seele durch die Planetensphären griff Steiner in diesem Zusammenhang auf. Nach einer zeitweilig rein geistigen Existenz fasst demnach das Ich den Entschluss zu einer neuen Inkarnation. Beim Herabstieg durch die Sphären gliedert sich ihm erst ein neuer Astralleib und dann ein neuer Ätherleib an, je nach den Taten und Erlebnissen während der vorangegangenen Inkarnationen oder „Erdenleben“. Hier tritt die Idee des Karmas auf, jedoch so gewendet, dass das Ich selbst anstrebt, was sich ihm als Konsequenz des in früheren Inkarnationen Getanen und Erlebten ergibt. Schließlich wählt die herabsteigende Seele ihre künftigen leiblichen Eltern aus und wirkt schon über Generationen im Voraus auf deren Erbanlagen ein. Zwischen zwei Inkarnationen vergehen dabei gewöhnlich Jahrhunderte, im Allgemeinen ist ein Wechsel des Geschlechts damit verbunden, und auch die ethnische Zugehörigkeit wechselt von Inkarnation zu Inkarnation, so dass im Laufe vieler Verkörperungen alle Aspekte des Menschseins durchlebt werden können.
Steiners Reinkarnationslehre weist Übereinstimmungen mit entsprechenden theosophischen und platonischen Vorstellungen auf, zeichnet sich jedoch durch ein besonders hohes Maß an Systematisierung und durch den Versuch aus, Reinkarnation und Karma in einen christlichen Kontext zu integrieren. Trotz ihrer Komplexität und auch mancher enthaltenen Widersprüche avancierte sie laut Helmut Zander „zum vermutlich wirkungsmächtigsten Reinkarnationsmodell im deutschen Sprachraum“. Von vergleichbaren hinduistischen und buddhistischen Lehren unterscheidet sie sich nach Willmann wie folgt:
- Sie betrachtet das irdische Leben als Möglichkeit, sich zu immer höheren Bewusstseins-Stufen zu entwickeln.
- Sie bejaht die Kontinuität des Ich-Bewusstseins und versucht diese – innerhalb einer Inkarnation, aber auch von Inkarnation zu Inkarnation – zu bewahren statt zu überwinden.

### Christologie
Ein zentrales Thema der Anthroposophie sind Steiners Darstellungen über Jesus und Christus, mit denen er sich energisch gegen die damalige protestantische Leben-Jesu-Forschung von Adolf von Harnack, David Friedrich Strauß und anderen wendete, die Jesus nur als historische Person betrachtete, ihm einen göttlichen Status absprach und lediglich einen Propheten in ihm sah. Steiner unterschied zwischen dem Menschen Jesus und einem als „Christus“ bezeichneten hohen geistigen Wesen, das sich bei der Taufe am Jordan in diesem Menschen inkarniert habe. Christus wird in diesem Zusammenhang als der göttliche Logos oder auch als der Geist der Sonne bezeichnet. Beim Kreuzestod auf Golgatha habe sich dieser Christus-Geist mit der gesamten Erde verbunden, und seither sei er von jedem Menschen – unabhängig von äußerlichen Konfessionen – in einer inneren, mystischen Schau erfahrbar. Dieses „Mysterium von Golgatha“ bezeichnete Steiner als das zentrale Ereignis der Menschheitsgeschichte. Die Menschheit sei den Mächten des Bösen unterworfen worden, wodurch der Mensch erst zu einem sterblichen Wesen geworden sei. Übereinstimmend mit anderen christlichen Lehren betont auch Steiner, dass Christus sich selbst geopfert habe, indem er am Kreuz starb, um die Menschheit zu erlösen.
Als zentrales Ereignis der Menschheitsgeschichte hat das Mysterium von Golgatha laut Steiner eine komplexe und weit zurückreichende Vorgeschichte. So habe es zwei verschiedene „Jesusknaben“ mit verschiedener Herkunft gegeben, die im Lukas- und Matthäus-Evangelium beschrieben seien. Steiner bezeichnete sie als den nathanischen und den salomonischen Jesus, nach den beiden Söhnen Davids, von denen sie abstammen sollen. Der nathanische Jesus (des Lukas-Evangeliums) soll Adam Kadmon wiederverkörpern, eine Individualität, die den Sündenfall nicht mitgemacht habe und daher in völliger Unschuld verblieben sei. Der salomonische Jesus (des Matthäus-Evangeliums) dagegen sei eine Reinkarnation Zarathustras. Dem unschuldigen nathanischen Jesus brachten die Schäfer ihre Opfer dar. Zum salomonischen seien die drei Weisen aus dem Morgenland gekommen, die als ehemalige Schüler Zarathustras bezeichnet werden. Als beide Knaben zwölf Jahre alt waren, sei Zarathustras Ich auf den nathanischen Jesus übergegangen, wodurch der unschuldige Junge plötzlich einer der weisesten Menschen war (Tempelszene des Lukasevangeliums) und von seinen Eltern nicht mehr erkannt wurde.
Auch das Böse tritt bei Steiner in zwei Erscheinungsweisen auf, die er als Luzifer und Ahriman bezeichnet. Luzifer versucht, die Menschheit durch eine Beschleunigung ihrer Entwicklung von der Erde zu lösen. Er wirkt durch die Macht der Fantasie, der Imagination, der Begeisterung und der Sympathie. Er ist der Teufel, der für den Sündenfall verantwortlich war, wodurch der Mensch sterblich und egoistisch wurde, aber auch die Freiheit erhielt, unabhängig von Gott Entscheidungen zu treffen. Ahriman hingegen will die Menschheit durch eine Verzögerung ihrer Entwicklung an die Erde fesseln. Er wirkt durch die Macht des kalten, materialistischen Intellekts, durch das Streben nach Herrschaft und durch Antipathie. Während Luzifer die Menschen zu Vogel- oder Engel-artigen Wesen ohne eine wirkliche Beziehung zur Erde machen will, versucht Ahriman, die Erde in eine tote Maschine zu verwandeln. Christus strebt danach, dieses zweifache Böse nicht auszulöschen, sondern zu verwandeln und zu erlösen, indem er als Welten-Ich die Gegensätze ausgleicht und in Harmonie bringt. Dieses manichäische Motiv ist auch in Steiners Holzplastik Menschheitsrepräsentant enthalten, die sich im Goetheanum in Dornach befindet. Dies impliziert, dass auch das Böse eine positive Rolle in der Entwicklung der Menschheit hat. So brachte Luzifer dem Menschen die Freiheit, aber Christus eröffnet ihm die Möglichkeit, diese Freiheit zu nutzen, um willentlich Gutes zu tun. In diesem Zusammenhang unterschied Steiner auch zwischen einem höheren und einem niederen „Ich“ des Menschen. Das niedere Ich ist die Gabe Luzifers und verleiht uns das Ego-zentrierte Alltagsbewusstsein. Im höheren Ich lebt Christus als das universelle Ich, das die Menschheit wieder vereint und mit dessen Hilfe wir das Himmlische Jerusalem der Apokalypse erschaffen können. Hiermit steht Steiner dem Pelagianismus der frühmodernen spirituellen Alchemie und dem Rosenkreuzertum nahe.
In ähnlicher Weise wie Jakob Böhme übernahm Steiner auch den Begriff der göttlichen Trinität (Vater, Sohn und Heiliger Geist), wobei er diese einerseits zu der Dreiheit der Seelentätigkeiten (Wollen, Fühlen und Denken) und damit zu seiner Dreigliederungs-Lehre (siehe oben) in Beziehung brachte und andererseits eine Verbindung zu den von Pseudo-Dionysius Areopagita übernommenen himmlischen Hierarchien herstellte. Die erste und höchste Hierarchie, bestehend aus den Thronen, den Cherubim und den Seraphim, entspricht demnach dem göttlichen Vater und dem menschlichen Willen, die zweite oder mittlere Hierarchie (Kyriotetes, Dynameis und Exusiai) entspricht dem Sohn und dem menschlichen Fühlen, die dritte und niedrigste (Archai, Erzengel und Engel) dem Heiligen Geist und dem menschlichen Denken. Besondere Aufmerksamkeit widmete Steiner der dritten Hierarchie, die dem Menschen am nächsten steht. Nach seiner Darstellung hat jeder Mensch einen persönlichen Engel, der ihn im Einklang mit seinem Schicksal führt, während die Erzengel sich um ganze Völker oder historische Zeiträume kümmern und die Archai die Entwicklung der Menschheit insgesamt lenken. Unter den Erzengeln wiederum nimmt Michael als Träger der kosmischen Intelligenz eine Sonderstellung ein. Dieser kosmische Intellekt wurde in antiker Zeit den Menschen verliehen, wodurch sie in die Lage kamen, Wissenschaft zu betreiben. Ahriman, symbolisiert als der Drache, den Michael aus dem Paradies verbannte, versucht die Menschen dazu zu verleiten, diese Intelligenz nur für seine materialistischen und menschenfeindlichen Zwecke einzusetzen. Demgegenüber fordert Michael uns auf, die Intelligenz zu „christianisieren“, indem wir in Freiheit das klare Denken für die Gestaltung einer harmonischen und gerechten Welt nutzen. Im Besonderen ist Michael der führende Erzengel in der gegenwärtigen Epoche der Menschheitsentwicklung (Michael-Zeitalter), die 1879 begann und das „Finstere Zeitalter“ (Kali-Yuga) ablöste, in dem es nach Steiner nur unter großen Schwierigkeiten möglich war, Zugang zur geistigen Welt zu bekommen. In diesem Zusammenhang nannte Steiner auch die Anthroposophie insgesamt „michaelisch“.
Gerhard Wehr sieht in Steiners Christusanschauung den Ausgangspunkt der gesamten Anthroposophie und rechnet diese daher als Ganzes zur christlichen Esoterik. Im Besonderen sei sie vergleichbar mit dem „Logos-Christentum“ des Evangelisten Johannes, der kosmischen Christologie des Apostels Paulus, der Mystik Jakob Böhmes und des Rosenkreuzertums, in neuerer Zeit vor allem mit der Mystik und Weltdeutung Pierre Teilhard de Chardins.

### Kosmische Evolution, Menschheitsentwicklung und Kulturepochen
Steiners Geschichtsbild war stark essentialistisch geprägt. Nach seiner Auffassung ist Geschichte nicht nur in klar begrenzte Abschnitte unterteilt, sondern er schrieb ihr auch einen Sinn und einen Zweck zu. Die Entwicklung der Menschheit stellte er in den Kontext einer kosmischen Evolution, in deren Verlauf unser gesamtes Planetensystem und mit ihm die Menschheit eine Reihe von „Wiederverkörperungen“ durchmacht. Dabei orientierte sich Steiner eng an entsprechenden Darstellungen theosophischer Autoren und insbesondere Blavatskys, von der er die Terminologie weitgehend übernahm. Die früheren Verkörperungen des Planetensystems nannte er „Alter Saturn“, „Alte Sonne“ und „Alter Mond“, die künftigen „Jupiter“, „Venus“ und „Vulkan“. Die Entwicklung der Menschheit beginnt nach seiner Darstellung bereits in der Zeit des Alten Saturn, auf dem der physische Leib des Menschen erschaffen wurde, und setzte sich auf der Alten Sonne und dem Alten Mond mit der Erschaffung des Ätherleibes und des Astralleibes fort. Zwischen diesen kosmischen Entwicklungsstufen ging die Menschheit und das ganze Planetensystem jeweils durch Phasen rein geistiger Existenz (Pralaya) hindurch.
Auch Steiners Beschreibung der bisherigen Menschheitsentwicklung auf der Erde lehnte sich eng an theosophische Vorbilder an. Zunächst habe die Menschheit und das ganze Planetensystem die vorangegangenen Verkörperungen in gewisser Weise rekapituliert. Diese Wiederholungen nannte Steiner die polarische, die hyperboräische und die lemurische Epoche, auf welche die atlantische Epoche folgte. Gnostischen Vorstellungen folgend, wird die Menschheitsentwicklung als Abstieg des Geistes in die Materie beschrieben, dem ein künftiger Wiederaufstieg ins Geistige folgen werde: Unsere gegenwärtige Epoche bezeichnete er als die erste nachatlantische Epoche; dieser sollen zwei weitere Epochen folgen, bevor alles wieder in ein Pralaya übergeht. In der lemurischen Epoche habe der Sündenfall, die Verführung durch Luzifer, stattgefunden. Auch die Trennung von Erde und Mond legt Steiner in diese Zeit. In der atlantischen Zeit habe entsprechend Ahriman einen Teil der Menschheit verführt. Beide Epochen endeten daher mit einer großen Katastrophe, deren letztere Steiner mit der biblischen Sintflut gleichsetzte. Diese datierte er auf etwa 10000 v. Chr.
Unsere gegenwärtige erste nachatlantische Epoche untergliederte Steiner wiederum in sieben Abschnitte, welche er „Kulturepochen“ nannte. Die vier bereits vergangenen Kulturepochen bezeichnete er als die uralt-indische, die altpersische, die ägyptische und die griechisch-römische Epoche, wobei die uralt-indische und die altpersische weit vor den ältesten historischen Überlieferungen in jenen Ländern gelegen haben sollen. In der altpersischen Epoche sei die Landwirtschaft entwickelt und mit dem Bau von Städten begonnen worden. Die drei darauffolgenden Epochen parallelisierte Steiner mit der Ausbildung der drei oben beschriebenen Seelenglieder. Demnach sei in der ägyptischen Epoche die Empfindungsseele ausgebildet worden, in der griechisch-römischen Zeit die Verstandesseele, und unsere gegenwärtige Epoche, die im 15. Jahrhundert begonnen habe, bezeichnete er entsprechend als das Zeitalter der Bewusstseinsseele. Die verschiedenen Kulturepochen oder Wurzelrassen werden dabei hierarchisiert, das heißt, sie werden nicht als gleichwertig gedacht. Repräsentant der gegenwärtigen Epoche sei die „weiße Menschheit“, von der es heißt, sie stehe an der Spitze der Menschheitsentwicklung und garantiere deren Fortgang.
Die ursprünglich angeblich rein geistige Menschheit wird dabei als älter gedacht als die gesamte Tierwelt, die sich in degenerativen Prozessen aus ihr entwickelt habe. In Umkehrung der darwinschen Evolutionstheorie behauptet Steiner: „Die ganze Summe der irdischen Lebewesen stammt also in Wahrheit vom Menschen ab“.

### Schulungsweg
Steiner verstand unter Anthroposophie in erster Linie einen „Erkenntnisweg“, nicht eine zu verbreitende Lehre. Diesen Weg der höheren, „geistigen“ Erkenntnis könne jeder „normal organisierte“ Mensch beschreiten, die Anlage dazu – Steiner sprach in seiner 1904 und 1905 verfassten Aufsatzserie Wie erlangt man Erkenntnisse der höheren Welten? von „Hellseherorganen“ – sei potenziell in jedermann vorhanden. Dies erfordere im Allgemeinen eine gründliche und systematische Schulung der notwendigen Fähigkeiten sowie die Erfüllung gewisser Voraussetzungen: Diese Fähigkeit lasse sich durch geistige Übungen und Meditationen trainieren wie ein Muskel, sodass der Geheimschüler nach und nach die geistige Welt, Vergangenes und Zukünftiges, in intuitiver Schau erfasse. Dazu bedürfe es aber der Anleitung eines erfahrenen Geistesforschers, mit dessen Hilfe und auf der Grundlage von dessen bisherigen Forschungen sich wahre Erkenntnisse über die höheren Welten von bloßen Einbildungen unterscheiden ließen. Die Ergebnisse dieser Schau seien für jedermann nachvollziehbar, nachprüfbar seien sie aber nur für Menschen, die ebenfalls ihre hellseherischen Fähigkeit ausgebildet hätten.
Steiner erhob für diese anthroposophische „Geistesforschung“ in der übersinnlichen Welt den Anspruch der Wissenschaftlichkeit, da sie in methodischer Weise durchgeführt würde und überprüfbar sei. Daher bezeichnete er seine esoterische Lehre als „Geisteswissenschaft“ oder „Geheimwissenschaft“. Die Gefahr, eigene Phantasien mit wahrhaftigen Ergebnissen übersinnlichen Schauens zu verwechseln, sah Steiner durchaus: 1904/1905 empfahl er, den „gesunden Sinn“ zur Unterscheidung von Wahrheit und Täuschung zu pflegen, was aber das Problem nur verschob, da er keine Unterscheidungskriterien für einen gesunden bzw. ungesunden Sinn nannte. Diese „lebensphilosophisch getönte Evidenz“ ergänzte er 1909 durch den „Hüter der Schwelle“, ein Geisteswesen, das er aus Edward Bulwer-Lyttons Roman Zanoni (1842) übernommen hatte: Ihn zu kontaktieren würde vor Täuschungen in der übersinnlichen Welt schützen. Außerdem empfahl er verschiedene Übungen zur Selbstkritik. Helmut Zander bezeichnet all diese Antworten Steiners auf die Probleme übersinnlicher Wahrnehmung als „unbefriedigend“.
Um die geistige Welt erforschen zu können, sind nach Steiner sechs einfache Übungen erforderlich: Konzentration, Willenskontrolle, Gleichmut, positives Denken, Offenheit für neue Erfahrung und Vermeidung vorschneller Kritik sowie die Wiederholung der ersten fünf Übungen: Die ersten beiden sollten zu bestimmten Tageszeiten praktiziert werden, die anderen kontinuierlich im Alltag.

### „Anwendungs-Anthroposophie“
Steiner zielte durchaus nicht nur auf Innerlichkeit, sondern griff zahlreiche Anregungen der Lebensreformbewegung auf. Dabei zielte er in den Worten des Historikers Ulrich Linse auf „Weltwandel durch praktische Arbeit“. Die „Anwendungs-Anthroposophie“, die er in vielen Bereichen anregte, trägt bis heute zur Attraktivität der anthroposophischen Bewegung bei. Hierzu zählen unter anderem die Anthroposophische Architektur, die Waldorfpädagogik, die anthroposophische Medizin, die Naturkosmetik der Marke Weleda, die biologisch-dynamische Landwirtschaft unter der Sammelmarke „Demeter“, die Eurythmie und Die Christengemeinschaft. Auch die Soziale Dreigliederung beeinflusst zahlreiche praktische Initiativen der Anthroposophen, etwa durch Kapitalneutralisierung, Kollegiale Selbstverwaltung, Schenkungsgeld, Leihgemeinschaften und ähnliche Ideen.

## Bekannte Anthroposophen
- Pietro Archiati, ehemaliger katholischer Priester und ehemaliger Dozent an einem katholischen Priesterseminar
- Friedrich Benesch, Geistlicher und Priesterseminar-Leiter der Christengemeinschaft, Vortragsredner und Autor
- Hans Büchenbacher, Philosoph und Anthroposoph
- Ernst Robert Fiechter, Bauforscher und Architekt
- Friedrich Glasl, Ökonom und Konfliktforscher
- Michaela Glöckler, Kinderärztin und Schriftstellerin
- Gerald Häfner, ehemaliges MdB, ehemaliges MdEP (jeweils für Bündnis 90/Die Grünen) und ehemaliger Waldorflehrer
- Judith von Halle, Architektin und Schriftstellerin
- Benediktus Hardorp, Wirtschaftsprüfer und Steuerberater
- Werner Georg Haverbeck, deutscher Priester der Christengemeinschaft, der unter dem Verdacht des Neo-Nazismus stand
- Richard Karutz, Arzt und Ethnologe
- Michael Kiske, Rocksänger
- Harald Matthes, Geschäftsführer und ärztlicher Direktor des anthroposophischen Gemeinschaftskrankenhauses Havelhöhe
- Christian Morgenstern, Dichter und Übersetzer
- Konrad Schily, ehemaliges MdB für die FDP und Mitbegründer der Universität Witten-Herdecke
- Otto Schily, ehemaliges MdB, zunächst für Die Grünen, später dann für die SPD, von 1998 bis 2005 deutscher Innenminister[80]
- Peter Schnell, Informatiker und Gründer der Software AG, sowie der Software AG - Stiftung
- Peter Selg, Hochschuldozent, Psychiater, Psychotherapeut und Schriftsteller
- Peter Tradowsky, Kaspar-Hauser-Forscher und Schriftsteller
- Viktor Ullmann, Komponist
- Hans-Hasso von Veltheim, Reiseschriftsteller
- Arfst Wagner, ehemaliges MdB für Bündnis 90/Die Grünen und ehemaliger Waldorflehrer
- Mathias Wais, Psychologe und Schriftsteller
- Bruno Walter, Dirigent, Pianist und Komponist[81]
- Götz Werner, Begründer der Drogeriemarkt-Kette dm

## Kritik

### Fehlende Wissenschaftlichkeit
Steiners Anspruch, seine „Geisteswissenschaft“ sei eine exakte Wissenschaft mit empirisch überprüfbaren Ergebnissen wie auch die Naturwissenschaften, wird von verschiedener Seite kritisiert. Der schwedische Philosoph Sven Ove Hansson schreibt 1991, dass Steiner als intersubjektives Kriterium zur Überprüfung der auf übersinnlichem Wege erlangten Erkenntnisse die Übereinstimmung mit den Erkenntnissen eines Lehrers definiert habe, das heißt, mit seinen eigenen. Dieses Autoritätskriterium werfe aber die Frage auf, woran denn der erste, der Geisteswissenschaft in diesem übersinnlichen Sinne betrieben habe, seine Erkenntnisse gemessen habe; auch ließe sich dadurch nicht entscheiden, welche von zwei sich gegebenenfalls widersprechenden übersinnlichen Erkenntnissen älterer Lehrer die richtige sei. Zudem habe nach Steiners Tod 1925 kein Anthroposoph Steiners Grad an Hellsichtigkeit erreicht, und anscheinend habe z. B. keiner wie er in der Akasha-Chronik lesen können, einer Art ätherischem Weltgedächtnis, in dem alles Wissen über Vergangenheit und Zukunft gespeichert sein soll. Hansson schrieb weiter, dass Steiner behauptet habe, die konventionelle Wissenschaft werde mit der Zeit die „Wahrheiten“ seiner Geisteswissenschaft etwa zur Atomphysik, zur Speziellen Relativitätstheorie und zur Syphilistherapie, bestätigen. Das sei jedoch nicht eingetreten. Insgesamt kommt Hansson zu dem Ergebnis, dass die Behauptung „Anthroposophie ist eine Wissenschaft“ nicht gerechtfertigt ist.
Die Farbenlehre Goethes, die auch heute noch Thema an den Waldorfschulen ist, wird eng mit der Interpretation Steiners verknüpft.
Der deutsche Erziehungswissenschaftler Heiner Ullrich bemerkt, dass Steiners (von Goethe übernommenes) „essentiales“ Wissenschaftsverständnis, das den Anspruch erhebe, das „Wesen“ einer Sache ganzheitlich und abschließend zu erfassen, mit der Forschungspraxis und dem epistemologischen Selbstverständnis der modernen Wissenschaft unvereinbar sei. Wissenschaft sei heute „ein sich ständig weiter ausdifferenzierender und sich revidierender Diskurs“, das „Konzept der Einheitswissenschaft und die Möglichkeit eines abschließenden, einheitlichen Weltbildes“, wie es Steiner vorgeschwebt habe, sei damit nicht mehr vereinbar.
In dieselbe Richtung argumentiert der Erziehungshistoriker Heinz-Elmar Tenorth, der die Anthroposophie Steiners pointiert und noch schärfer wie folgt kritisiert: „Steiners Geisteswissenschaft ist [...] nach meinem Eindruck nichts anderes als ein geschlossenes, komplettes Wahnsystem und hat mit Wissenschaft nichts zu tun [...].“
Ein prinzipielles Problem der biologisch-dynamischen Methode, die sich ebenfalls auf die Anthroposophie gründet, ist, dass sie keinerlei Angaben zum Wirkmechanismus der von ihr vorgeschlagenen Behandlungsmethoden machen kann, der im Einklang mit naturwissenschaftlichen Erkenntnissen stünde; dies wird auch von Befürwortern der Methode durchaus eingeräumt.

### Rassismus und Antisemitismus
In Steiners weitausgreifendem Werk finden sich an etlichen Stellen Aussagen über Menschenrassen. Dabei handelt es sich einerseits um anthropologische Untergliederungen der heutigen Menschheit in drei, vier oder fünf Rassen und andererseits um die theosophische Lehre von den „Wurzelrassen“, welche aufeinanderfolgende Stadien der Entwicklung der ganzen Menschheit darstellen sollen. Bei den anthropologischen Untergliederungen der Menschheit griff Steiner rassentheoretische Ansätze von Carl von Linné, Carl Gustav Carus und Ernst Haeckel auf. Die Wurzelrassen-Lehre übernahm er vor allem von dem Theosophen William Scott-Elliot, wobei er die Bezeichnung „Wurzelrasse“ aber bald aufgab und durch „Epoche“, „Hauptzeitraum“ oder „Zeitalter“ ersetzte.
Nachdem in den 1980er Jahren verschiedene Publikationen die Rezeption der Wurzelrassenlehre in der völkischen Bewegung des frühen 20. Jahrhunderts und damit in der Vorgeschichte des Nationalsozialismus untersucht hatten, ordnete die ehemalige Grünen-Politikerin Jutta Ditfurth in ihrer 1992 erschienenen Schrift Feuer in die Herzen unter Bezugnahme auf die Wurzelrassen die Anthroposophie (neben dem New Age und anderen esoterischen Strömungen) als extrem rassistisch ein. Daran knüpften seither zahlreiche Autoren an.
In den Niederlanden kam es 1996 zu einem Eklat, als ein Vorstandsmitglied der dortigen Anthroposophischen Gesellschaft in einer Radiosendung versuchte, einschlägige problematische Äußerungen Steiners zu verteidigen. Die Anthroposophische Gesellschaft reagierte auf die dadurch ausgelöste Empörung, indem sie eine Fachkommission unter Leitung des international tätigen Menschenrechtsanwaltes Ted A. van Baarda damit beauftragte, das gesamte, etwa 300 Bände umfassende Œuvre mit 89.000 Textseiten systematisch auf entsprechende Aussagen hin zu überprüfen. Die Kommission kam zu dem Ergebnis, zwölf Textstellen seien nach Inhalt und Formulierung derart diskriminierend, dass sie nach der heutigen Rechtslage in den Niederlanden wahrscheinlich strafbar wären. Weitere 50 Stellen seien aufgrund ihrer zeitgebundenen Wortwahl aus heutiger Sicht rassistisch interpretierbar oder bei mangelnder Kenntnis des werkimmanenten (anthroposophischen) Kontextes so missverständlich. Dennoch wurde in Bezug auf Steiners Menschenbild abschließend festgehalten, dass die Grundlage die Gleichwertigkeit aller Individualitäten sei und nicht die Überlegenheit einer Rasse über eine andere. Es befänden sich zwar eine Reihe sehr problematischer Äußerungen in Steiners Werk, die allerdings für die Anthroposophie nicht konstitutiv seien. Den Vorwurf des Antisemitismus wies die Kommission zurück. Sie erklärte, dass sich Steiner stets gegen Antisemitismus eingesetzt habe, wenngleich er dessen Verbreitung anfangs schwer unterschätzt und erst um 1900 sein Urteil revidiert habe. Anfang des Jahrhunderts war Steiner Mitglied im Verein zur Bekämpfung des Antisemitismus. Steiner bezog in den Mitteilungen des Vereins, unter anderem in einer Artikelserie unter dem Titel Verschämter Antisemitismus wiederholt Stellung. Den Antisemitismus bezeichnete er als „Gefahr sowohl für Juden als für Nichtjuden“ und als „Kulturkrankheit“, die aus einer Gesinnung hervorging, „gegen die nicht deutlich genug Stellung bezogen werden kann“. Insgesamt herrschen über die Tragweite der entsprechenden Textstellen geteilte Ansichten: Während einige darin dennoch den Beweis einer antisemitischen Gesinnung Steiners sehen, argumentieren andere, dass allein die quantitative Auflistung (unter ein Promille) zeige, dass die Äußerungen nicht zentral für Steiners Werk gewesen sein könnten, zudem habe er sich in seinem Werk an anderen Textstellen deutlich gegen antisemitische Gesinnungen ausgesprochen.
Steiner ging davon aus, dass „Vererbungs- und Blutzusammenhänge“ in einigen tausend Jahren verschwinden würden. So bezeichnete er 1909 die Wurzelrassenlehre als eine „Kinderkrankheit“ der theosophischen Bewegung. Daraus ergebe sich aber, so die Kulturwissenschaftlerin Jana Husmann-Kastein, dass Steiner den Rassebegriff für die Vergangenheit und für seine Gegenwart durchaus für relevant hielt. Die Grundstruktur seines neognostischen Evolutionsmodells, wonach der Geist sich zunehmend verstoffliche, um sich danach wieder zu vergeistigen, habe er auf die Menschenrassen seiner Zeit angewandt. Außereuropäer habe er mit Begriffen wie „dunkle Materie“, „Verhärtung“, „Verknöcherung“ und „Degeneration“ beschrieben, die als weiß bezeichneten Europäer würden bei ihm dagegen mit geistiger Potenz und die Entwicklung hin zu zukünftiger Vergeistigung in Verbindung gebracht. So lasse sich auch Steiners viel zitierte Aussage verstehen: „Die weiße Rasse ist die zukünftige, ist die am Geiste schaffende Rasse“.
Aufgrund der rassentheoretischen Passagen in seinem Werk wird Steiner teilweise der Völkischen Bewegung zugerechnet. So schreibt etwa der römisch-katholische Theologe und Religionshistoriker Helmut Zander, Steiner habe eine Reihe seiner Begriffe dem völkischen Diskurs entnommen. Zwar relativiert Zander die Zugehörigkeit zum völkischen Diskurs selbst wieder, sieht bei Steiner aber eine unaufgelöste Ambivalenz. Der Historiker resümiert: „Neben und in den humanistischen Vorstellungen unter Anthroposophen findet sich weiterhin die völkische Tradition.“ Der Journalist Wolfgang Purtscheller bezeichnet Steiner als „Nationalisten völkischer Prägung mit verschwörungstheoretischem Hintergrund“.
Der Historiker Clemens Esser dagegen bestreitet, dass Steiner überzeugter Rassentheoretiker und Antisemit gewesen sei. Zwar gebe es namentlich aus den Jahren bis 1918 verschiedene entsprechende Äußerungen von ihm, doch habe der Eklektiker Steiner immer Anleihen bei anderen Publizisten gemacht, etwa bei Ernst Haeckel, der Darwins Abstammungslehre in Deutschland popularisierte. Wenn man ihm diese Übernahmen nicht anrechne, verliere „auch der oft traktierte Antisemitismusvorwurf an die Adresse Steiners einiges von seiner Dramatik“. Der Theologe Matthias Pöhlmann weist darauf hin, dass diese relativierende Erklärung von Steiners rassentheoretischen Aussagen als bloße Anleihen an die zeitgenössische Publizistik im Widerspruch steht zu seinem Anspruch, seine Aussagen würden auf Erkenntnissen basieren, zu denen er auf übersinnlichem Weg gekommen sei und die daher überzeitliche Gültigkeit beanspruchen könnten. Pöhlmann sieht in der Praxis an Waldorfschulen auffällige Allianzen mit Reichsbürgern und Rechtsextremen; im anthroposophischen Milieu seien bis in die Gegenwart rassetheoretische Implikationen der steinerschen Aussagen und insbesondere Verschwörungstheorien verbreitet.
Als Reaktion auf die Kritik verabschiedete die Mitgliederversammlung des Bundes der Freien Waldorfschulen am 28. Oktober 2007 in Stuttgart die sogenannte Stuttgarter Erklärung.

### Christologie
Neben der Lehre von Reinkarnation und Karma ist die anthroposophische Christologie Gegenstand der konfessionellen Kritik. Sie wird von den christlichen Kirchen als nicht mit der Botschaft des Neuen Testaments vereinbar angesehen und mit der antiken Gnosis, die ebenfalls als häretisch eingestuft wurde, verglichen. Oft wird in diesem Zusammenhang schon die Mitgliedschaft in der Anthroposophischen Gesellschaft als nicht mit dem Christsein vereinbar bezeichnet.

### Impfgegnerschaft
Im November 2021 stellte der Journalist Mathieu von Rohr die These auf, dass die deutschsprachigen Staaten die niedrigsten Raten vollständig gegen SARS-CoV-2 Geimpfter der westlichen Länder aufweisen, sei zurückzuführen auf „Spätfolgen der Deutschen Romantik: Anthroposophie, Homöopathie, Impfgegnertum.“ Diese These wurde kontrovers diskutiert: So verwahrte sich die Gesellschaft Anthroposophischer Ärzte in Deutschland e. V. (GAÄD) gegen den Verdacht, die anthroposophische Medizin sei eine Anti-Impfbewegung und nicht wissenschaftsorientiert. Impfungen seien vielmehr durchaus sinnvoll, um lebensbedrohliche Erkrankungen zu vermeiden, man müsse aber individualisierte Impfschemata finden, etwa was den Zeitpunkt der Impfung betreffe. Der Dachverband Anthroposphischer Medizin in Deutschland (DAMiD) befürwortet in der Corona-Pandemie eine Impfung, besonders bei Risikogruppen. Steiner sprach sich seinerzeit für die Pockenimpfung aus.
Allerdings sind viele Personen, die sich als Anthroposophen verstehen, Impfgegner. Die Anthroposophische Medizin möchte Menschen dahin fördern, sich selbst regulieren zu lernen durch einen gesunden Lebensstil, um so ihre Resilienz zu erhöhen, wodurch Impfungen überflüssig seien. Gegner von Impfungen stützen sich häufig auf die Lehren Steiners, wonach Krankheiten nicht unterdrückt, sondern durchlebt werden sollten. Dies kann aus der von Steiner vertretenen Lehre der Reinkarnation abgeleitet werden, die unter anderem besagt, dass Krankheiten auch dazu dienen können, Verfehlungen aus einem vorherigen Leben zu neutralisieren, und es Kindern somit erleichtert wird, sich in einem neuen Körper einzurichten. Die Basisdemokratische Partei Deutschland, die 2020 im Umfeld der Proteste gegen Schutzmaßnahmen zur COVID-19-Pandemie in Deutschland gegründet wurde, stützt sich auf die anthroposophische Weltanschauung. Der ehemalige Waldorf-Ausbilder Christoph Hueck gilt als Vordenker der Querdenker-Szene. Jutta Ditfurth meint deshalb, Anthroposophen seien eine „tragende Säule der Corona-Querfront“. Die Sozialwissenschaftler Oliver Nachtwey, Robert Schäfer und Nadine Frei stellten in ihrer soziologischen Analyse der Querdenkerbewegung eine starke Übereinstimmung mit anthroposophischen und esoterischen Überzeugungen fest. Frei differenziert jedoch, dass dies nur für Südwestdeutschland gelte. In Ostdeutschland, Österreich und der Schweiz sei die Impfskepsis weniger anthroposophisch-esoterisch als grundsätzlich staatsskeptisch bzw. rechtsextrem motiviert.
Es gibt auch anthroposophische Mediziner, die sich für Corona-Impfungen einsetzen, wie zum Beispiel das Gemeinschaftskrankenhaus Havelhöhe in Berlin.

### Allgemein
- Jochen Breyer auf ZDFzoom (20. Januar 2023, 00:28): Anthroposophie - gut oder gefährlich?
- Online-Katalog der Bibliothek der Anthroposophischen Gesellschaft Stuttgart
- www.anthromedia.net Anthroposophisches Informationsportal
- Rudolf-Steiner-Handbuch mit Inhaltsangaben aller Bände der Gesamtausgabe
- Allgemeine Anthroposophische Gesellschaft
- Kommission „Anthroposophie und die Frage der Rassen“, Ted van Baarda (Hrsg.): „Selektive Empörung“: Rudolf Steiner rassistisch und antisemitisch? Kommission präsentiert die Fakten. In: waldorf.net. 7. April 2000, archiviert vom Original (nicht mehr online verfügbar) am 16. September 2016.
- Georg Otto Schmid: Anthroposophie. In: Relinfo.ch. 1999 (evangelische Informationsstelle).
- Linkkatalog zum Thema Anthroposophie bei curlie.org (ehemals DMOZ)
- Lorenzo Ravagli: Zur Geschichte der anthroposophischen Gesellschaft und Bewegung. In: anthroweb.info.
- Rudolf Steiner, Waldorf-Pädagogik und Anthroposophie – „Da steckt massiv Religion drin“ auf deutschlandfunk.de, 6. November 2019

### Anthroposophie in der Diskussion
- Mysterium Anthroposophie. – Sternstunde Philosophie vom 15. Februar 2009, Der Historiker Helmut Zander im Gespräch mit Norbert Bischofberger (Video ca. eine Stunde)
- Gerard Kerkvliet: Gutachten. Rudolf Steiner über das Judentum (Memento vom 9. Oktober 2009 im Internet Archive). In: info3, 1999, (im Internet Archive; Zusammenfassung des 720 Seiten umfassenden Abschlussberichtes der Kommission Anthroposophie und die Frage der Rassen).
- Sven Ove Hansson: Ist die Anthroposophie eine Wissenschaft? (Memento vom 9. November 2013 im Internet Archive)
- Petrus van der Let, Christoph Lindenberg: Diskriminierende Äusserungen von Rudolf Steiner und ihr Einfluss auf die Anthroposophie. (Memento vom 15. Januar 2008 im Internet Archive) In: infosekta.ch, 1999 (gedruckt erschienen in: Tangram. Bulletin der Eidgenössischen Kommission gegen Rassismus. Nr. 6, März 1999, S. 50–56).
- Ramon Brüll, Jens Heisterkamp (Hrsg.): Rudolf Steiner und das Thema Rassismus. Frankfurter Memorandum. 2., um ein Vorwort ergänzte Auflage. Info3 Verlag, Frankfurt am Main, ISBN 978-3-95779-092-7.
- Colin Goldner: Äther-, Astral- und Ich-Leiber. Die obskure Welt von Anthroposophie und Waldorf-Pädagogik (Memento vom 6. Januar 2012 im Internet Archive) In: E. Ribolits, J. Zuber (Hrsg.): Karma und Aura statt Tafel und Kreide. Der Vormarsch der Esoterik im Bildungsbereich. Schulhefte-Verlag, Nr. 103, Wien 2001, ISBN 3-901655-23-9.
- Andreas Lichte: Hitler, Steiner, Mussolini – Anthroposophie und Faschismus, gestern und heute. In: Ruhrbarone. 24. Februar 2012.
- Jochen Breyer: Anthroposophie - gut oder gefährlich?, ZDFzoom
- Tagungsdokumentation „Anthroposophie – kritische Reflexionen“. (PDF; 1,2 MB) Humboldt-Universität Berlin, 21. Juli 2006.